# Basilica di Notre-Dame de Fourvière
La basilica di Notre-Dame de Fourvière domina la città di Lione dalla cima della collina di Fourvière dalla fine del XIX secolo.
Fu costruita all'incirca sul sito dell'antico foro di Traiano, Forum vetus (l'ipotesi etimologica più probabile per l'attuale nome di Fourvière). A metà del Medioevo, su questo sito si stabilì il culto di san Tommaso di Canterbury, seguito rapidamente da quello della Vergine Maria. Questo doppio culto prese forma con la costruzione di un luogo di devozione, la cappella di San Tommaso. In seguito a un voto fatto nel 1642 dagli Assessori di Lione per scongiurare un'epidemia di peste nella città, fu istituito un pellegrinaggio annuale.
Nel XIX secolo, su iniziativa del cardinale de Bonald, fu eretta una statua dorata di Maria sul campanile, con la cappella rialzata e rinforzata, e fu accolta la proposta di costruire una basilica, sia per accogliere il crescente numero di visitatori sia per ringraziare la protezione di Lione durante la guerra franco-prussiana del 1870.
La sua architettura neobizantina è opera di Pierre Bossan, che per motivi di salute fu costretto a supervisionare il cantiere da lontano e delegò gran parte dei lavori a Louis Sainte-Marie Perrin. L'architettura particolare dell'edificio gli valse molti estimatori, ma anche aspre critiche.

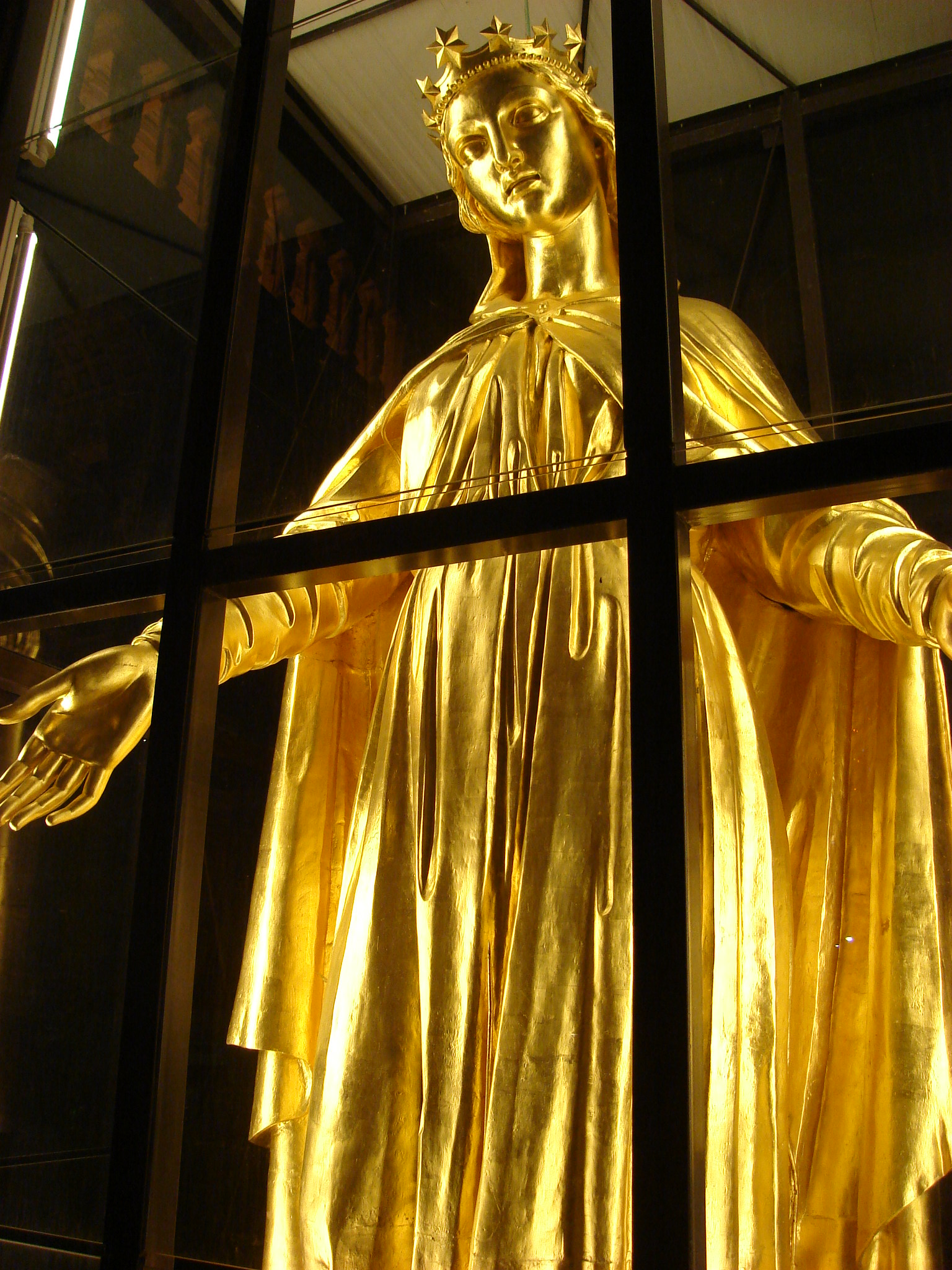
La Vergine - Statua realizzata dallo scultore Joseph-Hugues Fabisch nel 1852 per la Cappella attorno alla quale verrà costruita vent'anni dopo la basilica.

Di proprietà della commissione Fourvière e non dell'arcivescovado fin dalla sua fondazione, la basilica non fu toccata dalla legge del 1905 e rimase proprietà privata, grazie soprattutto alla diplomazia del sindaco Édouard Herriot, meno anticlericale del suo predecessore Victor Augagneur. Tuttavia, nonostante questo status, alla fine del XX secolo la basilica ha ottenuto il riconoscimento ufficiale del suo status di monumento lionese. L'edificio è stato inserito nell'inventario supplementare dei monumenti storici il 26 settembre 1977; è stato poi riconosciuto di interesse pubblico il 15 ottobre 1998, poco prima di essere inserito nella lista del Patrimonio mondiale il 5 dicembre dello stesso anno. Infine, il 25 marzo 2014 è stata inserita nell'elenco dei monumenti storici.
La basilica è uno dei punti di riferimento più visibili dell'area urbana e uno dei simboli della città di Lione. Essa conferisce a Lione lo status di "città mariana". La basilica è visitata da oltre due milioni di turisti all'anno, il che la rende il principale sito turistico della regione Rodano-Alpi. Il complesso della basilica comprende non solo l'edificio, la cappella di San Tommaso e la statua, ma anche la spianata panoramica, il giardino del Rosario e il palazzo arcivescovile di Lione.

## Storia

### Prima della basilica: la cappella di San Tommaso

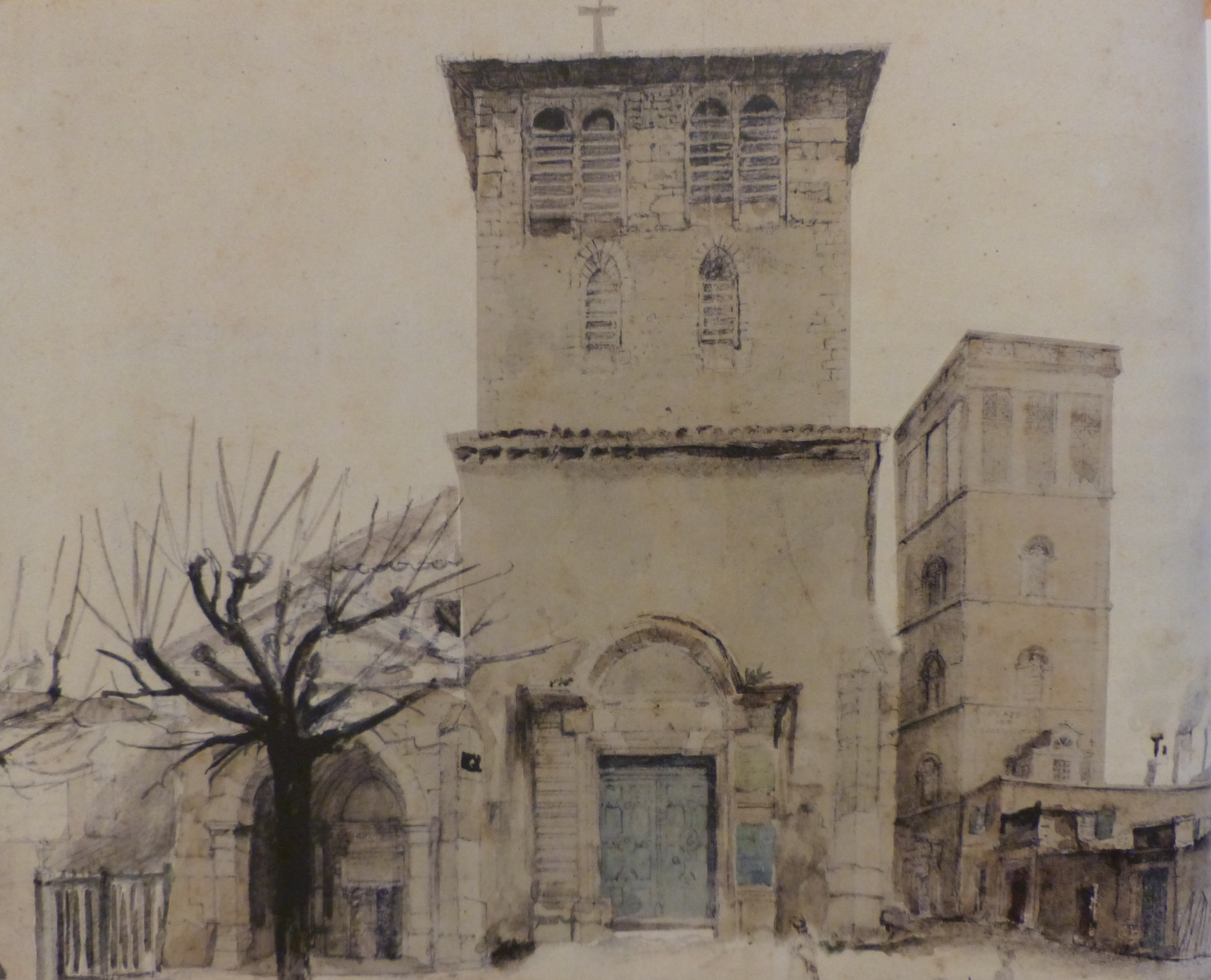
La Cappella di Fourvière all'inizio del XIX secolo.

#### Edificio medievale
Nel 1168, sulle rovine del foro romano, fu costruita una cappella a Fourvière da Olivier de Chavannes, canonico di Saint-Jean. La piccola cappella, costruita apud forum Veneris, fu dedicata prima a San Tommaso e poi alla Vergine. Fu riccamente dotata e affidata al capitolo di Saint-Jean, che la servì. Nel 1192, l'arcivescovo Jean Belles-mains la dotò di un proprio capitolo, composto da quattro canonici; questa generosità gli diede anche la possibilità di lavorare alla chiesa primaziale.

#### Voto degli assessori del 1643
Nel XVII secolo, Lione fu colpita più volte da epidemie di peste, in particolare nel 1628 (la più devastante), 1631, 1637, 1639 e 1642. Di fronte a questa pestilenza, i consiglieri del consolato si appellarono alla Vergine, probabilmente ispirati dal prevosto dei mercanti, Alexandre de Mascrany. Il 5 aprile 1642 fu fatto un voto: una processione a Notre-Dame si sarebbe svolta due giorni dopo a Fourvière, per implorare la liberazione dalla peste. Avendo avuto luogo questo pellegrinaggio, si decise di perpetuarlo annualmente. Il 12 marzo 1643, la stessa assemblea votò di dedicare l'intera città a Maria e ratificò un pellegrinaggio annuale l'8 settembre, giorno della Natività di Maria.

#### Statua di Maria

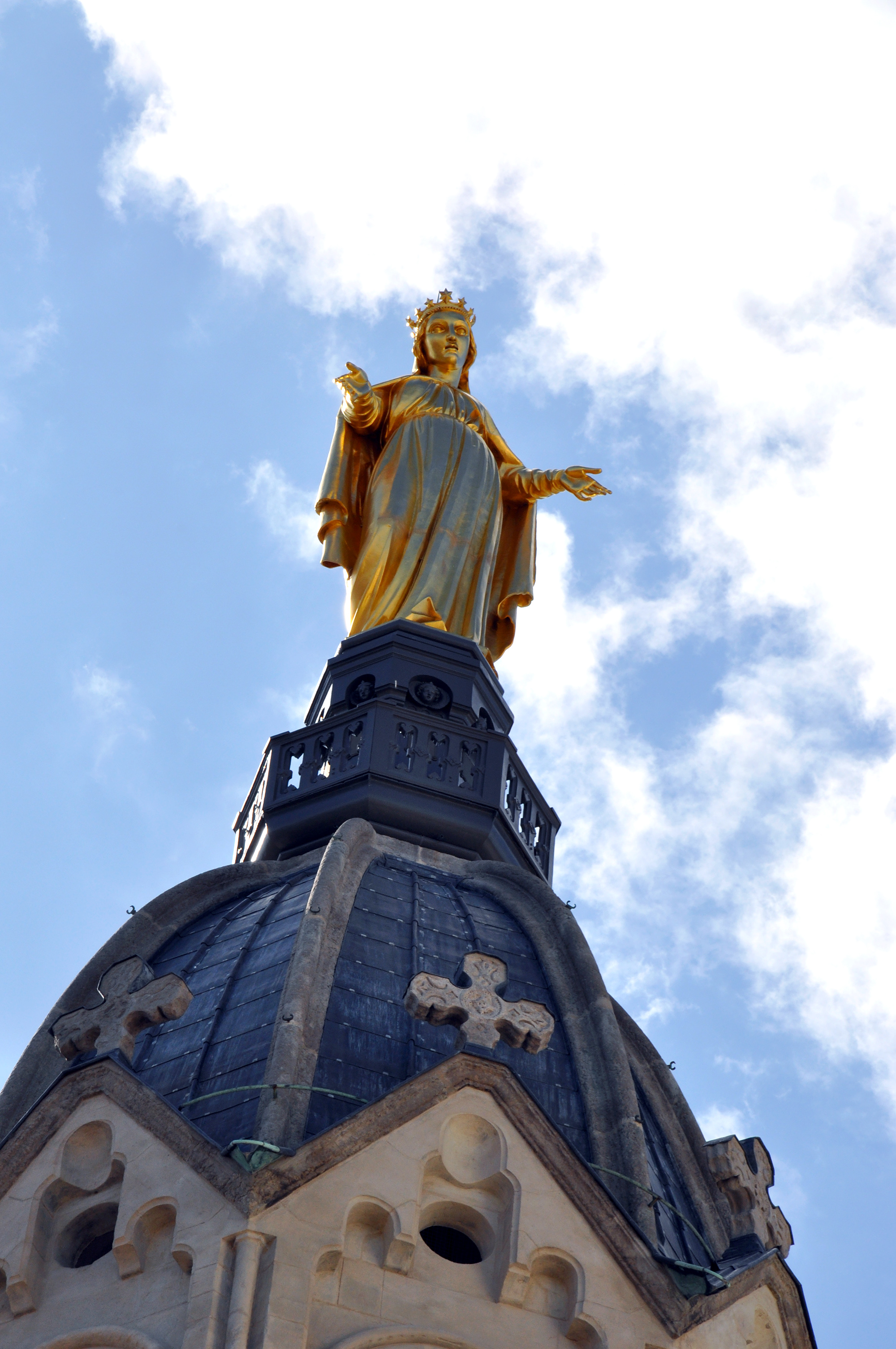
Vierge (1852), Lione, Basilica Notre-Dame de Fourvière.

A metà del XIX secolo, la chiesa di Fourvière rischiava di cadere in rovina. Le osservazioni di André Flachéron rivelarono in particolare lo stato fatiscente del vecchio campanile. L'architetto diocesano Alphonse-Constance Duboys fu incaricato di sostituirlo e i lavori iniziarono nell'agosto del 1849. Il campanile, a base quadrata, presenta ancora un primo piano medievale, sormontato da due piani risalenti al 1849; il terzo piano è a pianta ottagonale e termina con una cupola.
Nel 1852, in cima alla cupola fu collocata una statua della Vergine Maria di Joseph-Hugues Fabisch, la cui costruzione era stata autorizzata nel 1851 dal cardinale de Bonald. La statua è alta 5,60 metri, pesa oltre 3 tonnellate ed è alta più di 300 metri. Le sue misure sono volutamente sproporzionate (le mani e il viso sono troppo grandi rispetto al corpo), in modo che appaia corretta se vista dal basso.
L'inaugurazione, in linea con i desideri dei consiglieri, era prevista per l'8 settembre 1852, ma il maltempo nel nord-est della Francia causò l'esondazione del fiume Saona e ritardò la consegna della statua. La celebrazione fu rimandata all'8 dicembre, data della festa dell'Immacolata Concezione, il cui dogma sarebbe stato proclamato due anni dopo da Pio IX. A causa del maltempo all'inizio di dicembre, si pensò di rimandare al 12, ma il pomeriggio dell'8 il cielo si schiarì. In segno di pietà, i lionesi accesero delle candele e le posero sui davanzali delle finestre: nacque così la Festa delle Luci.

### Decisione di costruire un santuario

#### Blocco iniziale di tutti i progetti
A metà dell'Ottocento, con i pellegrini che affluivano sempre più numerosi a Fourvière, presero forma i progetti di ampliamento del santuario. Nel 1850, Mons. Bonald istituì la Commissione di Fourvière per acquistare il terreno necessario. Il suo scopo principale non era la costruzione di un nuovo edificio, ma piuttosto la santuarizzazione della collina nel suo stato attuale. Gli obiettivi affidati ad essa (lettera dell'arcivescovo al clero, 10 gennaio 1853) erano di liberare la cappella dal "suo ambiente mediocre", di "usare mezzi pratici [...] per impedire l'erezione di nuovi edifici sulla montagna di Fourvière, di fermare quelli che erano in corso di costruzione e di modificare quelli che erano stati completati".

#### Evoluzione personale di Pierre Bossan

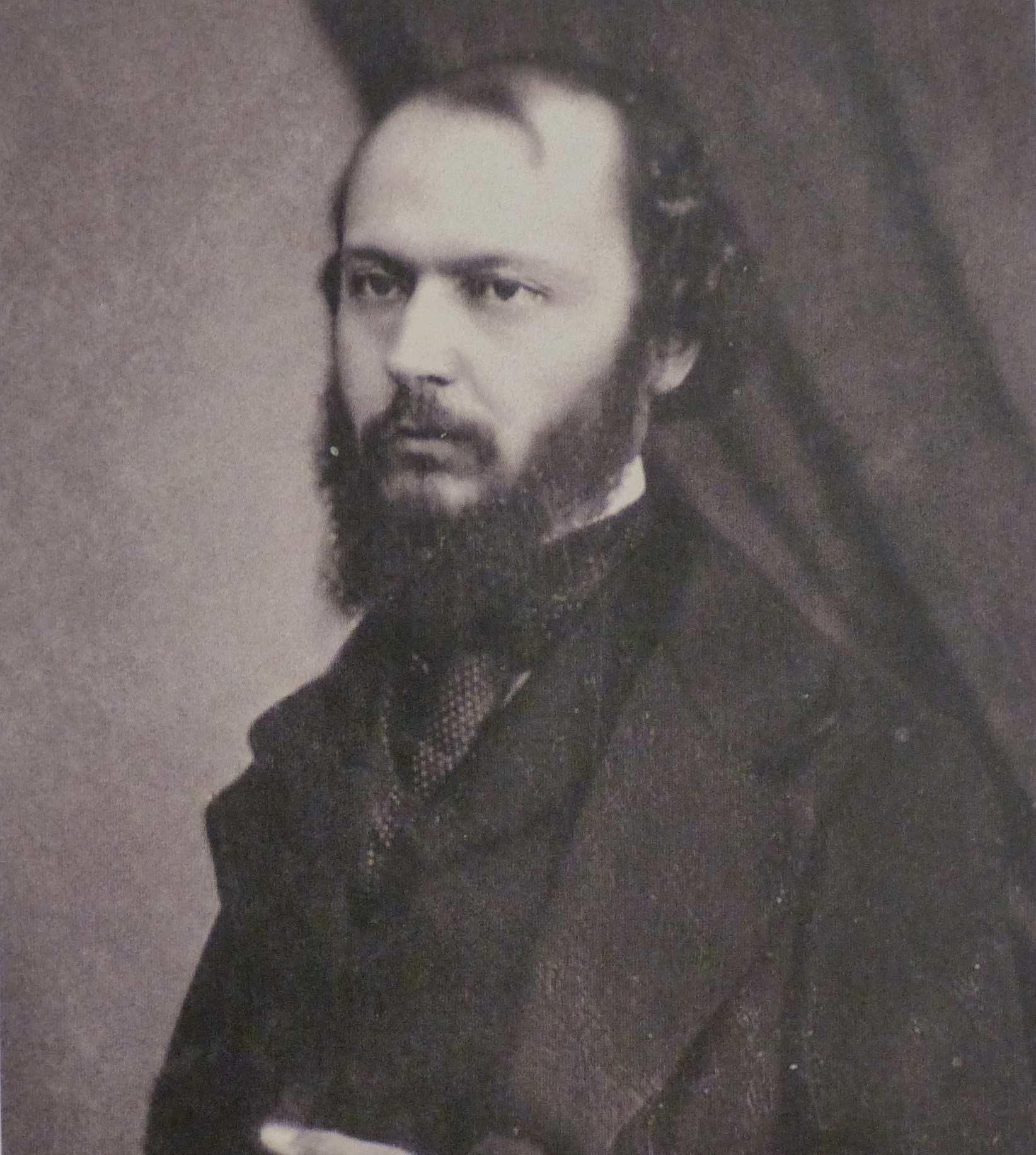
Pierre Bossan.

Pierre Bossan, dal canto suo, ebbe un successo precoce in architettura. Scalpellino sotto la tutela del padre e poi allievo di Antoine-Marie Chenavard, eccelle negli studi. La morte del padre, avvenuta il 22 febbraio 1839, lo costrinse a lasciare Parigi e a tornare a Lione per lavorare e mantenere la famiglia. Si fa rapidamente un nome nell'architettura religiosa, lavorando in particolare al grande restauro della chiesa primatiale, dove viene nominato architetto nel 1840. Tuttavia, nel 1845, convinto dal fratello Joseph, investe in una società finanziaria che gestisce l'illuminazione a gas e abbandona il progetto di restauro di Saint-Jean, che viene ripreso interamente da Tony Desjardins. Joseph Bossan, ingegnere minerario, ottiene dal fratello l'aggiudicazione della fabbrica di Alès, quest'ultimo trascura il sito e la società fallisce nel dicembre 1846. Nel marzo 1847, i creditori dell'architetto lo costringono a fuggire in Italia, dove, a parte qualche rara occasione, rimane fino ai primi anni Cinquanta del XIX secolo. Si tratta di un periodo particolarmente difficile per l'architetto: innanzitutto, il fratello Joseph, che era stato con lui a Palermo durante la Rivoluzione siciliana e l'assedio della città, muore di epidemia tra le braccia di Pierre. Anche la madre dell'architetto morì nel 1850. Egli stesso tornò infine a Lione, dove aprì uno studio di architettura e visse molto modestamente. Il 31 gennaio 1850 nacque Marie-Eugénie Mauchand, con ogni probabilità sua figlia illegittima. Se questo segreto fosse venuto alla luce, l'architetto avrebbe dovuto abbandonare la sua carriera di costruttore di chiese. Così la madre della bambina, Marguerite-Henriette Mauchand, scelse di sposare Jean-François Guépratte, per non screditare Bossan.
Intorno al 28 maggio 1853, Pierre Bossan assistette a una radicale conversione il giorno del suo incontro con il Curato d'Ars. Tre settimane prima, il 6 maggio, il capomastro dell'ampliamento della chiesetta Saint-Thomas, Alphonse Duboys, morì improvvisamente a ventotto anni. Molti amici di Bossannote approfittarono dell'occasione e cercarono di fare pressione sul vescovo Bonald affinché costruisse la basilica sulla collina.

#### Progetto di basilica

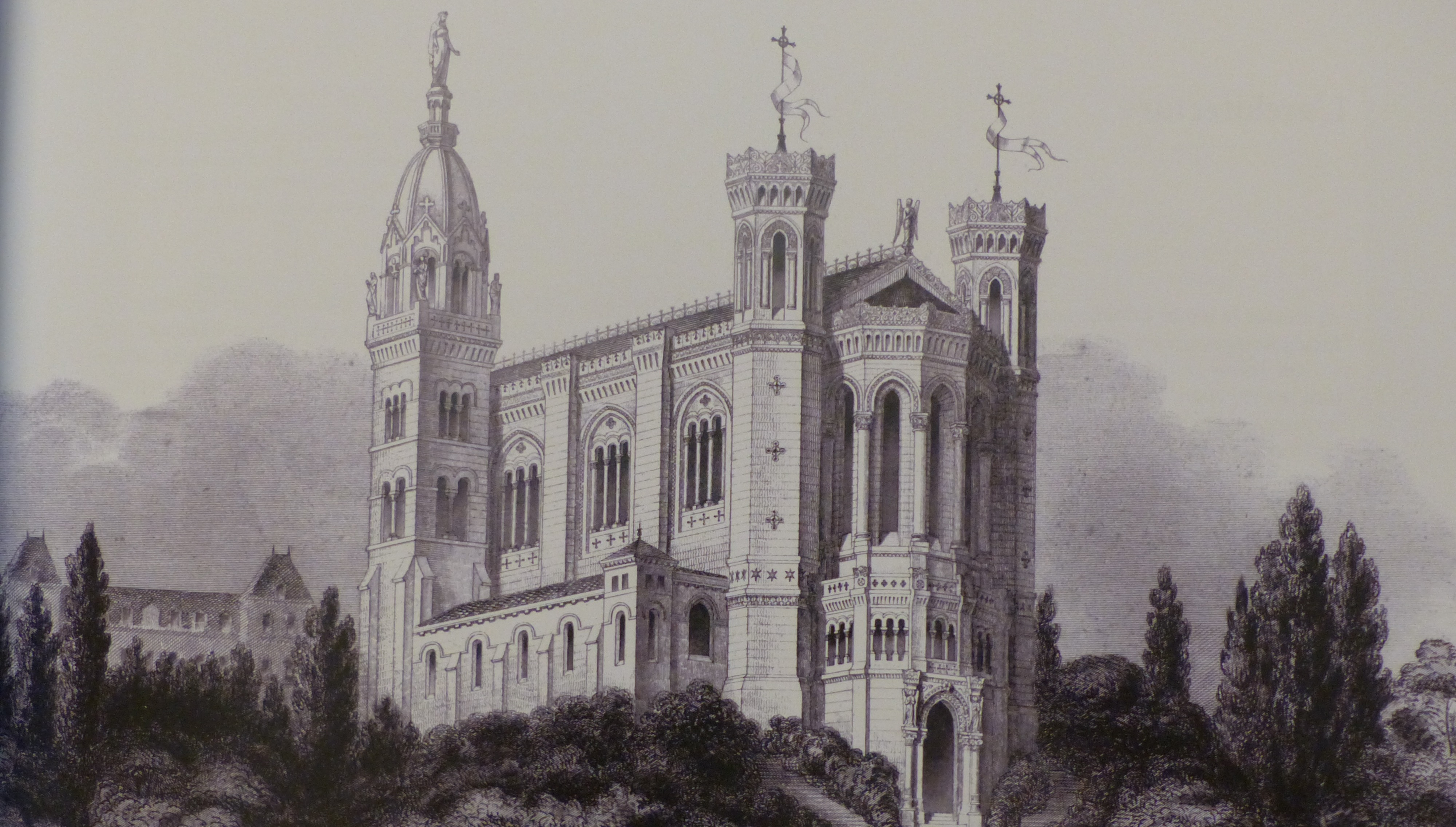
La prima rappresentazione del progetto della basilica, nel 1856.

Il 7 marzo 1853 fu istituita una seconda commissione di Fourvière, con l'obiettivo di creare "un percorso iniziatico che elevasse l'anima e il corpo e li preparasse all'incontro". Tuttavia, solo nel 1866 la Commissione e le autorità ecclesiastiche si accordarono su un progetto per la costruzione di una nuova chiesa, anziché per un ampliamento. Pierre Bossan è autorizzato dalla Commissione a svelare, il 30 aprile 1856, una veduta della futura basilica, i cui piani erano stati abbozzati prima del 1850 e progressivamente rielaborati, soprattutto dopo che l'architetto aveva scoperto l'architettura siciliana. Questa pubblicazione, che frutta a Pierre Bossan duecento franchi, e la cui scala è stata distorta in modo che la statua di Maria domini la basilica, suscita reazioni contrastanti, soprattutto perché il costo previsto per l'edificio è di due milioni di franchi. Ciononostante, il 25 aprile la commissione approva il progetto; più inaspettatamente, il 3 aprile lo approva anche il cardinale de Bonald. Infine, sebbene la sua approvazione non fosse indispensabile, anche il prefetto e sindaco di Lione, Claude-Marius Vaïsse, lodò il progetto.
Il 2 giugno 1858, la commissione decise di inviare Pierre Bossan a Roma per cinque mesi per concentrarsi sul completamento dei piani. Vi trascorse due anni, nel 1859 e nel 1860; gli furono fatturati duecento franchi per il primo anno e cinquecento per il secondo. Nel 1866, Claude Louis Morel de Voleine notò, leggendo i progetti e i prospetti, che la vergine d'oro di Fabisch era più bassa dei nuovi campanili. Per contrastare questa critica, Pierre Bossan e Frédéric Giniez proposero di costruire un campanile molto alto nel prolungamento settentrionale della seconda campata della navata, che avrebbe ospitato la statua di Maria. Il progetto fu rapidamente abbandonato, ma gli oppositori serbarono rancore per il nuovo edificio.

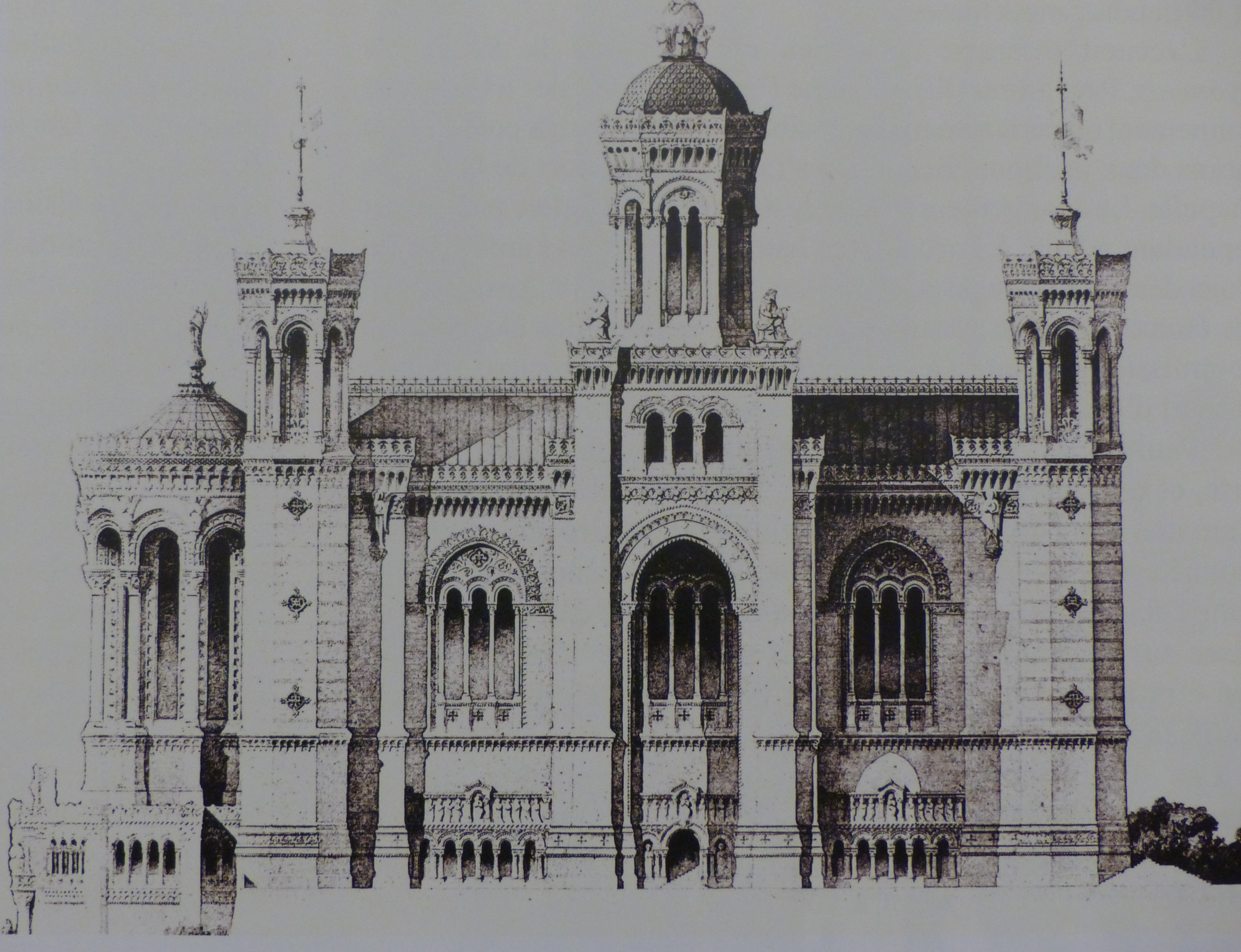
Proposta non realizzata di un campanile rialzato sulla facciata nord per la statua di Maria.

Durante questa fase di progettazione, la Commissione non rimase inattiva e si batté per l'acquisizione del terreno necessario alla creazione dei giardini del Rosaire. All'epoca, Pauline Jaricot era proprietaria della strada che dalla Vieux Lyon conduceva alla collina e il denaro ricavato dal pedaggio (molto modesto) veniva donato ai più poveri. La politica di donazione era tale che la donatrice era fortemente indebitata, per un ammontare di circa quattrocentomila franchi. La Commissione, in alleanza con la chiesa Primatiale e con i creditori di Pauline Jaricot, portò Pauline Jaricot in tribunale, che vinse ma che non le servì a nulla, poiché la Commissione aveva acquistato il terreno vicino e costruito un'altra strada di accesso. Sfinita, Pauline Jaricot abbandonò i suoi terreni e bruciò i suoi archivi per evitare che venissero usati come prova contro la Commissione.
Subito dopo il 1870, una serie di circostanze cambiò radicalmente la situazione: la principale fu il voto dell'8 ottobre 1870, che pose Lione, minacciata durante la guerra del 1870, sotto la protezione di Marie. I prussiani furono vittoriosi nella prima battaglia di Digione del 30 ottobre, ma furono sconfitti nella seconda, grazie soprattutto a Giuseppe Garibaldi e ai suoi volontari. La valle della Saona fu risparmiata dalle truppe tedesche e Lione fu salvata. D'altra parte, la Comune di Lione fallì, poiché la città fu conquistata dalla Guardia Nazionale. La città, ancora traumatizzata dalla rivolta di Lione contro la Convenzione Nazionale e dalle sanguinose rappresaglie compiute durante l'assedio di Lione del 1793, fu sollevata. Il progetto della basilica, che fino ad allora era stato sostenuto da una minoranza, divenne un'impresa popolare e diocesana, in linea con una tradizione di voti rispettati.
Inoltre, mons. de Bonald, che non si era mai impegnato completamente per la causa della basilica, morì quello stesso anno e fu sostituito da Jacques Ginoulhiac, l'istigatore del voto. Nel 1870 morirono anche diversi proprietari di terreni adiacenti al progetto. Infine, nel 1873, l'architetto della città di Lione, Claude-Anthelme Benoit, piuttosto ostile al progetto, si ritirò a Cannes per malattia. Tutti questi rischi decidono improvvisamente l'imminente costruzione della basilica immaginata da Bossan. Bossan, vedendo il suo desiderio realizzarsi in un momento in cui egli stesso dovette ritirarsi a La Ciotat per motivi di salute, si spaventò nel vedere realizzato un progetto a cui aveva lavorato per trent'anni. Ma anche se è lontano dal cantiere, veglia fedelmente sulla sua realizzazione.

### Costruzione
Pierre Bossan chiese al suo vice, Louis Sainte-Marie Perrin, di riferire quotidianamente sul cantiere. Questa corrispondenza, che è stata conservata, fornisce agli storici informazioni dettagliate sullo stato di avanzamento del progetto, oltre a numerosi dettagli di progettazione e programmazione.

#### Finanziamento
I due architetti si divisero equamente un compenso corrispondente al 6% dei costi sostenuti per il cantiere. Questa somma corrispondeva a 11.698 franchi nel 1873, 12.937 nel 1879 e 6.391,08 nel 1888. Gli scultori dei ponteggi venivano pagati tra i 40 e i 90 centesimi all'ora.
Il finanziamento era in gran parte assicurato dalla sottoscrizione popolare. Ma Paul Brac de la Perrière, incaricato delle trattative tra la Commissione e Bossan, cerca di limitare il preventivo a un milione e mezzo di franchi. Da parte sua, il vescovo Ginoulhiac pone un limite massimo di 1.800.000 franchi. Tuttavia, ciò non servì a nulla, poiché il successo della sottoscrizione iniziale (800.000 franchi ricevuti prima del voto, grazie all'attivismo di Joannès Blanchon, poi altri 500.000 nel 1872) incoraggiò i finanziatori a mostrare scarsa attenzione al superamento delle quote. Ciononostante, il progetto fu ridotto di un ventesimo in tutte le sue dimensioni, con una riduzione del volume totale di oltre il 14%. Il preventivo finale presentato all'arcivescovo era di 1.720.000 franchi. Nel 1896, quando i lavori furono completati, la somma spesa era salita a oltre dieci milioni di franchi, con parte della decorazione interna ed esterna ancora da terminare.

#### Fondamenta e scelta dei materiali

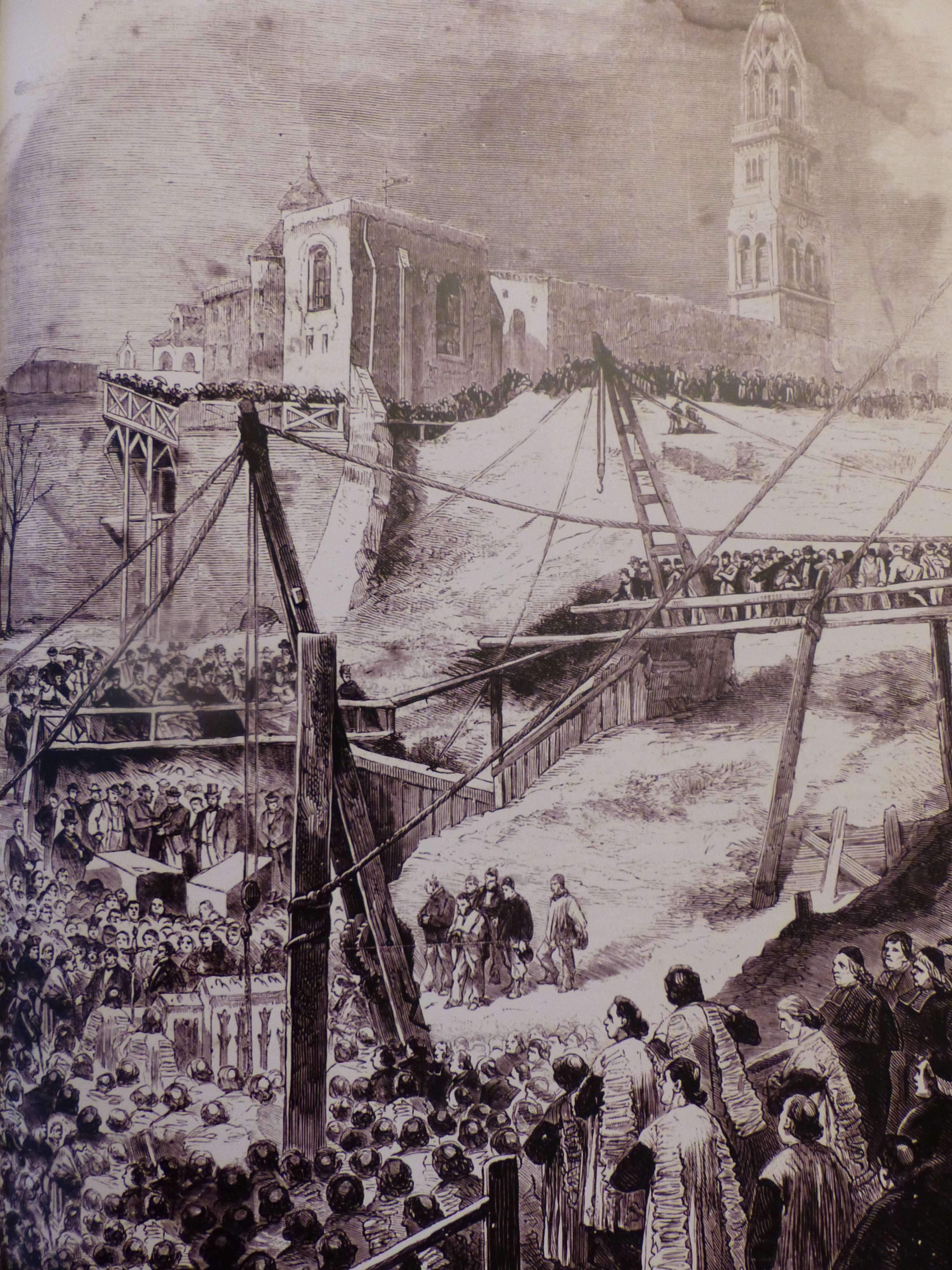
Posa della prima pietra della Basilica di Fourvière, 7 dicembre 1872; incisione pubblicata in « La Semaine illustrée ».

Il problema tecnico più grave per le fondazioni era la scarsa qualità del sottosuolo. Innanzitutto, l'instabilità del terreno ha reso necessario arretrare la basilica prevista di tre metri rispetto al progetto originale, riducendo così l'effetto a strapiombo che l'edificio avrebbe avuto sullo skyline di Lione (e ancor meno perché le proporzioni sono state ridotte rispetto a quelle originariamente previste). In secondo luogo, il sottosuolo è costituito da depositi morenici lasciati dai ghiacciai alpini durante le glaciazioni del Quaternario, posati su una base di argilla sabbiosa, che in alcuni casi è costellata di reti risalenti all'antichità. Alcune reti sotterranee sono state coperte a volta, almeno fino a diciotto metri di profondità, e sono state create cisterne per drenare l'acqua sotterranea. La prima pietra, che Joannès Blanchon, presidente della Commissione, aveva fatto benedire da Pio IX nel 1869, fu posata sul fondo delle fondamenta profonde ventidue metri l'8 novembre 1872. Erano previsti circa venti metri di calcestruzzo per sostenere le torri, otto metri per l'abside e quattro-cinque metri per il pavimento della cripta.
Il sottosuolo di Lione, composto da gneiss e granito, era di scarsa qualità per la costruzione. Come i costruttori antichi e medievali dei monumenti lionesi, Bossan e Sainte-Marie Perrin dovettero scegliere i materiali altrove. Il colore delle pietre, nel simbolismo architettonico, è importante quanto le loro caratteristiche meccaniche.
Il materiale utilizzato per il basamento - il secondo più utilizzato in termini di volume - è stato il choin della cava di Hauteville-Lompnes, perché il suo colore bianco ricorda la verginità di Maria. Il materiale più abbondante (circa 5.000 m3) è quello utilizzato per la sovrastruttura, il calcare noto come "pierre du Midi". Anch'esso di colore bianco, si presta particolarmente bene alla scultura. Infine, circa 825 metri cubi di travertino (o tufo) di Bugey sono utilizzati per costruire le volte, ma sono invisibili, nascosti sotto i mosaici.
Per i piedistalli delle colonne è stato utilizzato il granito locale. Le 58 colonne esterne sono in granito o porfido. Dopo molte esitazioni, le sedici colonne che sostengono la navata centrale sono state realizzate in marmo blu della cava Étroit du Siaix. Sono alte ventisette metri. Ognuna delle quattro colonne che sostengono la facciata principale pesa quindici tonnellate e costa 12.500 franchi.

#### Sovrastruttura
Come nel Medioevo, la costruzione iniziò con l'edificazione del santuario (coro e abside). Questo primato era dovuto a ragioni liturgiche (rendere l'edificio disponibile per il culto il più rapidamente possibile), ma anche a ragioni tecniche, poiché il coro era l'unica parte della chiesa a non essere costruita sull'altopiano stesso. Su proposta di Joannès Blanchon, l'abside fu rapidamente dotata di due gallerie. La galleria inferiore, a volta, è delimitata dalle vetrate della chiesa "inferiore", detta "Cripta", dedicata a Giuseppe; la galleria superiore è aperta all'aria e a livello del coro della chiesa superiore, mariana, "dall'ombra alla luce".
L'intelaiatura del tetto della chiesa, inizialmente prevista in legno di quercia, fu sostituita nel progetto, nel 1874, da un'intelaiatura metallica più leggera che avrebbe permesso l'installazione di un tetto in ardesia, meno costoso del metallo (sei franchi al metro quadro, contro venticinque). Le 1.650 ardesie furono ordinate su misura da Angers. Le ardesie sono quadrate e misurano 1,05 metri per lato. Il colmo è stato realizzato in pietra di Volvic, scolpita a "dentelli leggeri" da Joannis Rey (1850-1919).

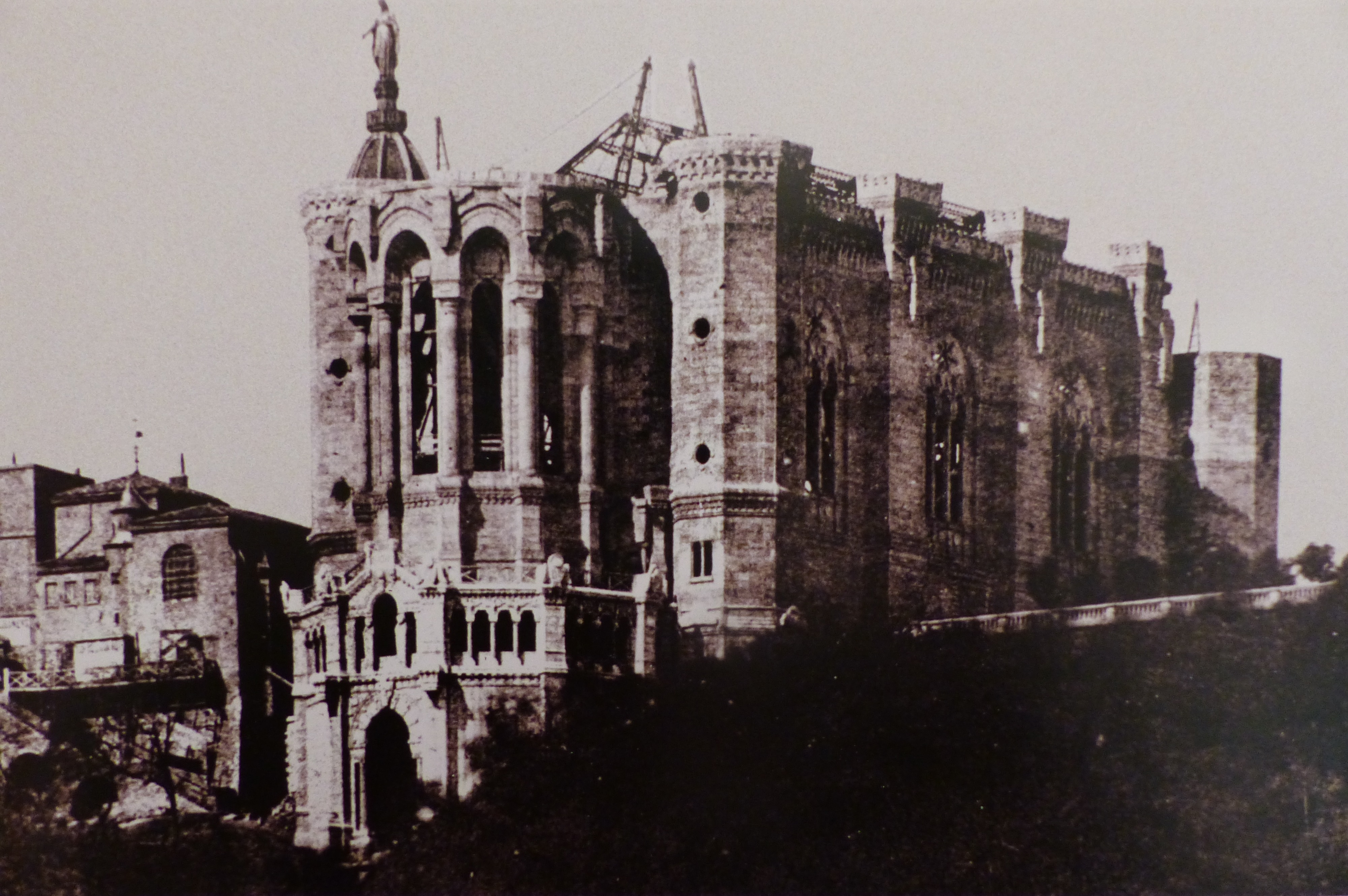
La basilica di Fourvière in costruzione nel 1875. I muri sono finiti e la struttura metallica è in fase di installazione.

L'installazione della statua dell'Arcangelo Michele sulla sommità della basilica provocò una nuova ondata di critiche. Secondo Pierre Bossan, "l'arcangelo è una figura della Beata Vergine". Ma bisogna ammettere che l'architetto, ossessionato dalla sua basilica, ha tenuto poco conto della cappella preesistente e della statua della Vergine. I lionesi erano molto legati alla statua e al culto di Maria. Le critiche mosse alla statua di San Michele sono numerose. I critici più acerrimi (rimasti anonimi) ritenevano che "questa idea è e può essere solo il risultato di una suggestione massonica, felice di detronizzare Maria, e di dare la ribalta a Satana, orgoglioso di dominare con la sua orrenda figura". Una caricatura del 13 maggio 1882 mostra Guignol che spiega a Gnafron che "questa pièce montée che la Mariette bloccava" deve essere distrutta; la nuova chiesa viene nuovamente descritta come una "cocagne mast" in La Décentralisation del 6 luglio 1881. La critica comune era che l'edificio si anteponeva a Maria sostituendola con una figura che non faceva parte della devozione popolare lionese. Il Courrier de Lyon arrivò persino ad affermare che "l'intenzione dell'architetto è quella di demolire [il vecchio edificio e la statua], e ci arriveremo".
Di fronte a queste critiche, alcuni lionesi che sostenevano il progetto suggerirono alcuni accorgimenti: Joannès Blanchon suggerì di erigere una grande colonna per sostenere la Vergine Fabisch; Mons. Caverot propose di costruire un'altra torre all'incrocio dei due santuari (con un costo stimato di 200.000 franchi). Bossan rifiutò categoricamente, riconoscendo che il suo rifiuto era dovuto in parte all'orgoglio personale: "Significherebbe ammettere che non ci avevamo pensato e condannarci a disfare con grandi spese quello che noi stessi avevamo fatto". Ancora una volta, propose soluzioni di collegamento (creazione di un campanile a nord, sopra una cappella dedicata al Sacro Cuore, ristrutturazione del campanile di Duboys, costruzione di un campanile), nessuna delle quali fu attuata.
Nel 1884, Louis-Marie Caverot, nominato otto anni prima all'arcidiocesi di Lione, si rese conto della portata del programma iconografico di Pierre Bossan e soprattutto delle implicazioni teologiche e liturgiche che sarebbero derivate dall'adozione di tutto questo programma, quasi esclusivamente incentrato su Maria a scapito di Gesù. Il 20 settembre 1884 nominò l'abbé Jacquier, esperto liturgista, a capo di una commissione incaricata di negoziare con i due architetti. Sebbene le trattative con Louis Sainte-Marie Perrin siano abbastanza fruttuose, Bossan è inflessibile.. Il problema principale riguardava la denominazione degli altari, che non doveva essere di competenza dell'architetto; in secondo luogo, i liturgisti ritenevano problematica la dedica delle cappelle ai misteri piuttosto che ai santi, così come la preferenza accordata ad alcuni episodi della vita di Gesù e sfruttata dai giansenisti. Alla fine, tutto si è risolto. Da un lato, si stabilì una filiazione tra il ciclo mariano degli altari di Fourvière e quelli di Santa Maria Maggiore e della Basilica di Santa Maria sopra Minerva. In secondo luogo, l'arcivescovo si è rivolto a Papa Leone XIII, che ha permesso di risolvere la crisi in modo diplomatico.

### Inaugurazione e mancato completamento

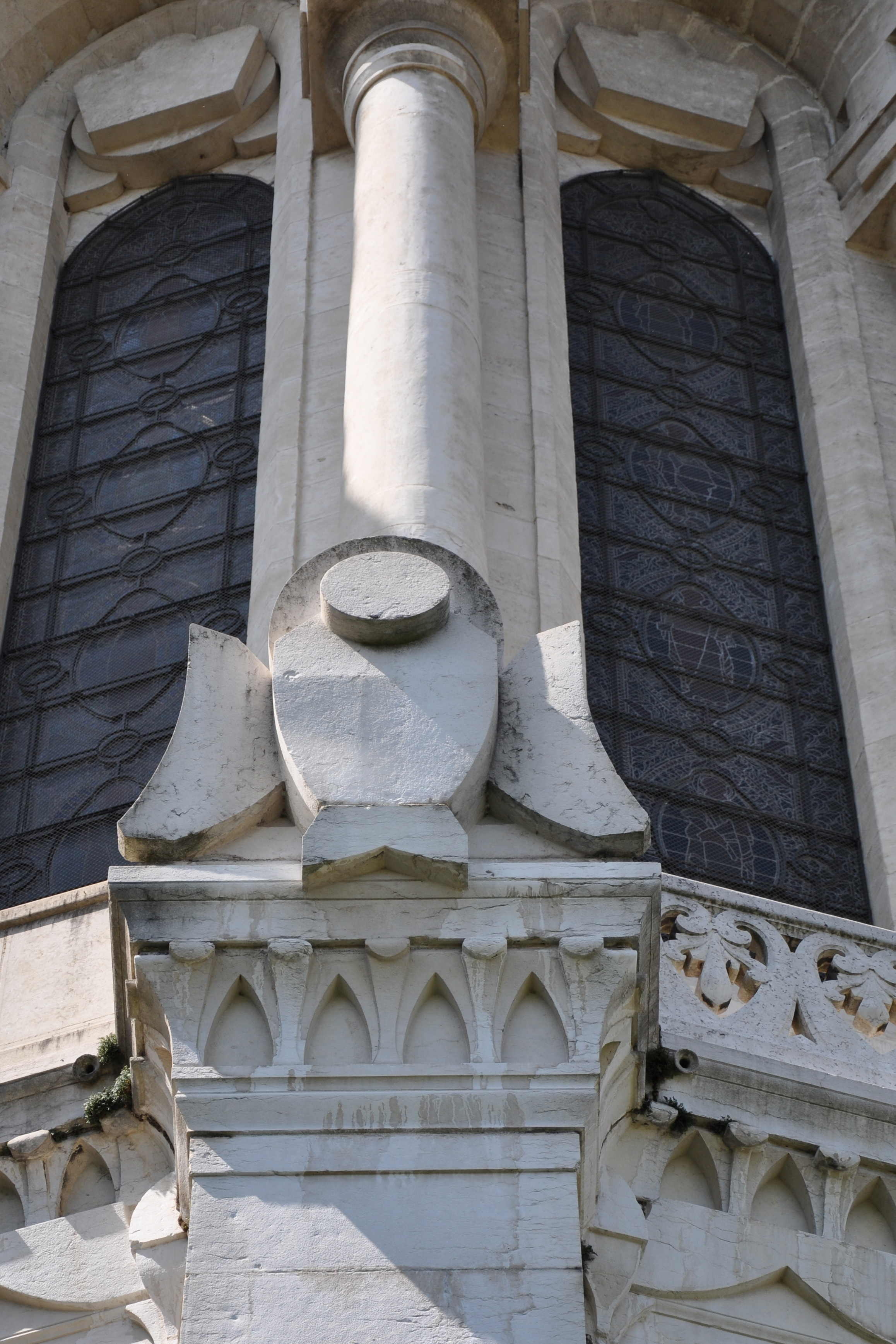
Una delle statue progettate da Pierre Bossan, ma non realizzate: una colomba, che rappresenta lo Spirito Santo, sopra la Porta dei Leoni, all'altezza dell'abside.

Il 16 giugno 1896 l'edificio fu consacrato come chiesa. Era presente l'unico membro superstite della Commissione del 1853, Joannès Blanchon. Il 16 marzo 1897, Leone XIII eresse Notre-Dame de Fourvière a basilica minore.
Tuttavia, la basilica era ancora incompiuta, soprattutto per quanto riguarda l'ambizioso programma iconografico elaborato da Pierre Bossan. Così, in molti punti (chiavi di volta, mensole, ecc.), i blocchi grezzi sono stati posati, ma non sono scolpiti. Per quanto riguarda i mosaici raffiguranti le Eresie, situati ai piedi dell'altare maggiore della chiesa superiore, sono stati terminati frettolosamente la notte prima dell'inaugurazione.
Nel 1920, Jean-Baptiste Larrivé propose un pulpito per la chiesa superiore, decorato con figure in costume contemporaneo. Tuttavia, la commissione di Fourvière rifiutò questo progetto e lo scultore dovette presentare un nuovo programma nel 1924.

### Lavori di restauro

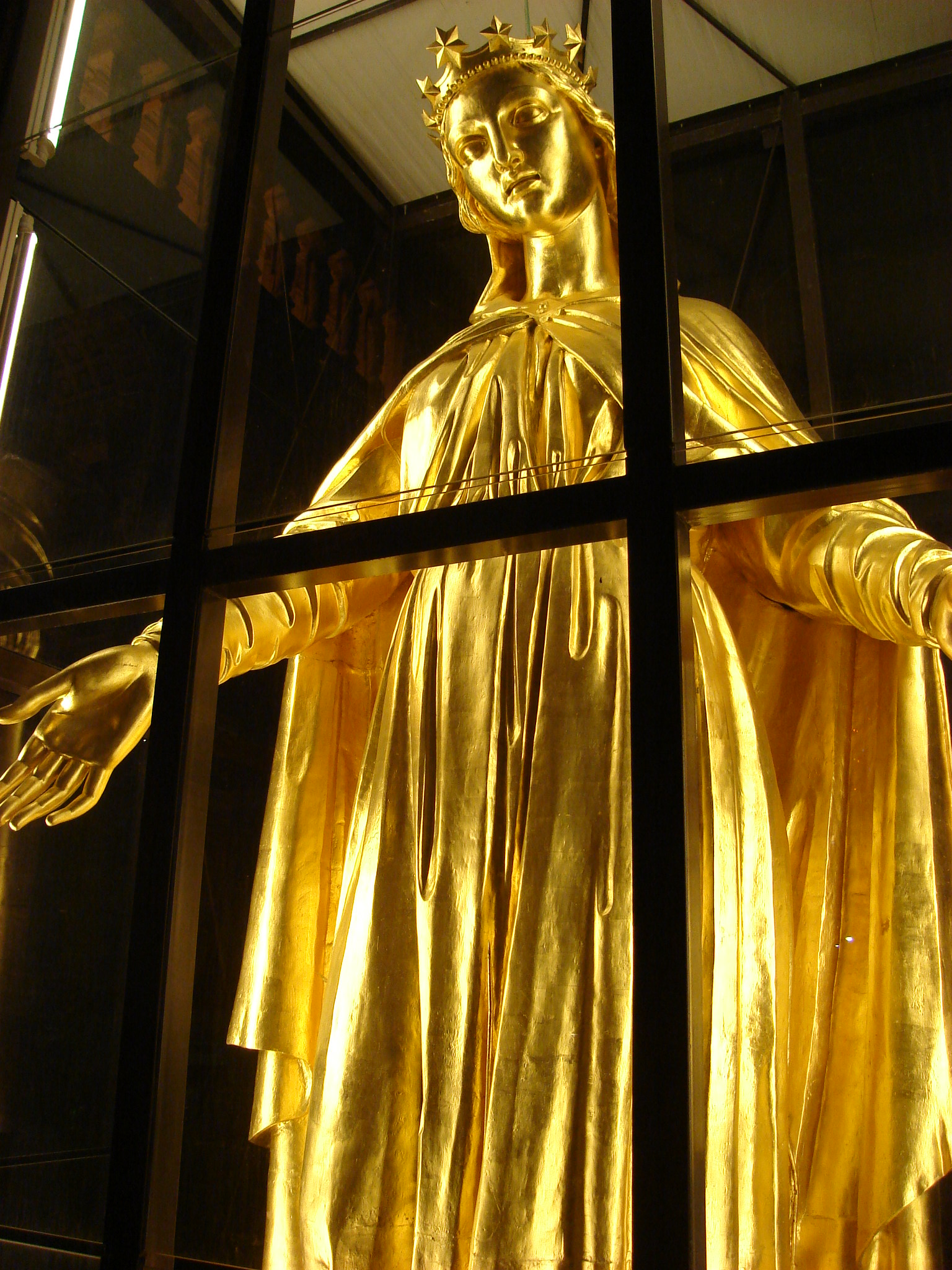
La statua di Maria calata dal campanile durante i lavori del 2008.

Già nel 1913, Louis Sainte-Marie Perrin notò che la muratura dell'edificio era debole. Questa diagnosi fu confermata nel 1919, quando l'architetto incaricò un ingegnere di visitare il sito. Ma a queste osservazioni iniziali non seguì alcun lavoro. La basilica ha atteso quasi un secolo prima che la caduta delle tessere dei mosaici della volta e le condizioni generali del frontone giustificassero l'avvio di lavori di emergenza nel novembre 2006.
La torre della lanterna che sostiene la statua di Maria, anch'essa identificata come fragile nel 1923, è stata immediatamente rinforzata con centine in cemento armato, sotto la supervisione di Sainte-Marie Perrin e dell'ingegnere Mauvernay. Nel 2006, tuttavia, la torre era in cattive condizioni: i costoloni in cemento armato erano fessurati, i costoloni in metallo erano ossidati, la parte inferiore della cupola si stava sgretolando e la scala era fessurata. Il deterioramento era dovuto all'invecchiamento delle strutture, accelerato dalle tempeste di Martin. Su consiglio dell'ingegnere Bernard Babinot, la statua di bronzo, che era stata dorata nel 1991, è stata rimossa sul sagrato dal 27 maggio al 20 novembre 2008, per avere il tempo di rinforzare le strutture, sostituire le pietre danneggiate del campanile (balconi, cornici, cornicioni, davanzali), proteggere gli elementi sporgenti con coperture di piombo, pulire le facciate, rinnovare la falegnameria e la carpenteria metallica e installare una nuova illuminazione. Nel frattempo, anche la statua rimossa, protetta da una protezione in vetro, è stata restaurata: sono stati sostituiti i bulloni e le ringhiere e la base è stata rinforzata.
Il primo grande intervento di restauro della basilica ha riguardato il campanile di nord-est, noto come torre della Prudenza o dell'Osservatorio. Questa torre, che ospita un tavolo di orientamento per il pubblico, è strutturata da un'intelaiatura metallica che trasferisce i carichi dalle solette alle pareti portanti. Queste travi si sono ossidate lentamente fino alla fine del XX secolo, quando un progetto di impermeabilizzazione le ha improvvisamente confinate, accelerandone il deterioramento. Inoltre, l'utilizzo delle guglie dell'edificio come antenne dal 1990 aveva creato una perdita che ha portato all'ossidazione della scala, anch'essa in metallo. Nel 2006 è stato vietato l'accesso alla torre. Il progetto è stato avviato solo nel 2009, mentre si analizzavano le cause del deterioramento e si pianificavano gli interventi necessari. Sono state appese alla torre delle impalcature sospese; la struttura originale è stata completamente rimossa e sostituita; è stata creata una ventilazione naturale per evitare l'accumulo di umidità. Sono state restaurate le decorazioni danneggiate e sono state migliorate le strutture turistiche.

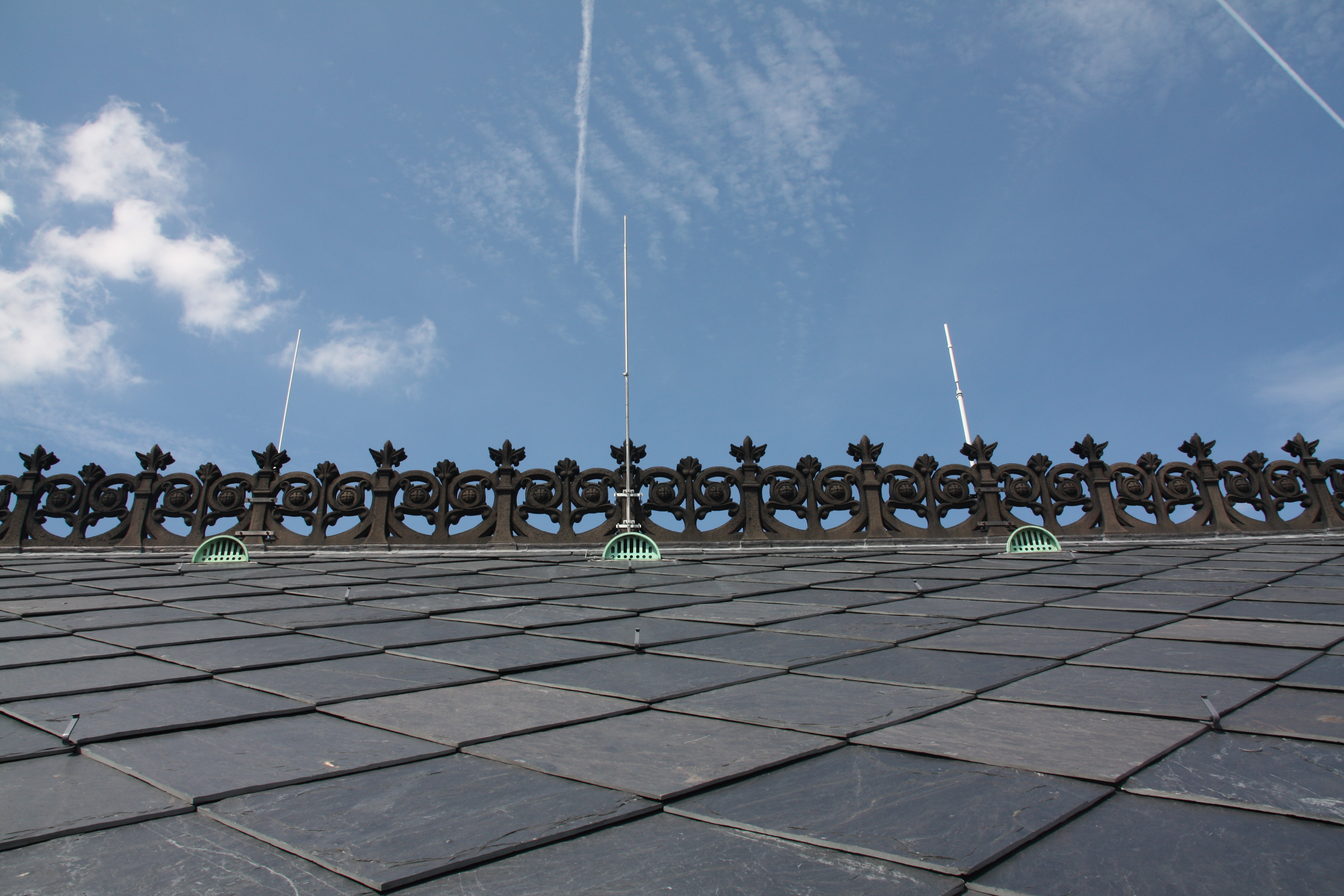
Le nuove ardesie sul tetto.

Il successivo motivo di preoccupazione fu l'impermeabilità delle ardesie che costituivano il tetto, che nel 1913 causò "un restringimento sul lato sud dei ferri del tetto" (Sainte-Marie Perrin). Quando si notarono i primi segni di danneggiamento, si procedette alla sorveglianza, ma senza particolari preoccupazioni. Vennero messi dei ferri d'angolo per rinforzare le travi, ma il dissesto si aggravò nel 1919 e nel 1931, provocando delle crepe. Nel 2007, un'ispezione ha rivelato un grave difetto di impermeabilizzazione che faceva penetrare l'acqua nelle volte, provocando crepe. La causa del danno è duplice: in primo luogo, le ardesie nere accumulano un'enorme quantità di calore, surriscaldando lo spazio del tetto durante il giorno e aumentando l'espansione della struttura del tetto. In secondo luogo, le ardesie sono troppo piccole e la sovrapposizione è insufficiente a formare un tetto impermeabile. Poiché i depositi di Trélazé non erano più operativi, l'azienda si è rivolta a quelli di Ortigueira, in Galizia, che hanno fornito ardesie di 1,15 x 1,15 metri, ora sufficienti a prevenire le infiltrazioni.
Lo stato generale della statua di San Michele Arcangelo è stato poi esaminato nel 2010. L'aspetto esterno non ha rivelato particolari danni, ma un'endoscopia della statua ha evidenziato una corrosione galvanica del montante centrale in acciaio nel punto di contatto tra rame e ferro. È stato spruzzato un isolante a base di fosfati e poi è stata applicata una vernice epossidica sulle parti metalliche per evitare il contatto.
Infine, le varie infiltrazioni avevano danneggiato o sporcato le decorazioni delle volte della basilica. Nel 2008 è stata effettuata una diagnosi generale che ha rivelato che l'espansione dell'intelaiatura metallica aveva causato il cedimento delle volte, creando crepe; i mosaici si erano staccati e la malta si era deteriorata, ecc. La presenza dell'acqua non faceva che peggiorare la situazione, sporcando e annerendo le decorazioni.
Per completare il restauro delle decorazioni, nella chiesa superiore è stato installato un pavimento sopraelevato a sedici metri dal suolo; questa struttura pesa circa centocinquanta tonnellate. L'équipe di mosaicisti di Michel Patrizio vi ha lavorato per tutto il 2012. Il lavoro è iniziato con un rilievo cartografico dell'intera superficie. I lavori all'interno sono stati poi eseguiti in due fasi. In primo luogo, sono stati eseguiti lavori di consolidamento d'emergenza, tra cui il riempimento delle fessure mediante iniezione di malta di calce. L'iniezione è stata effettuata con una siringa sotto il mosaico o la malta. In secondo luogo, sono state completamente riparate le decorazioni. Inizialmente erano appese con chiodi di ferro, che si erano arrugginiti. Le aree troppo danneggiate vengono completamente staccate e collocate su una tela. È stato quindi possibile trattare il rovescio del mosaico e reinstallare la decorazione restaurata. La presenza del pavimento rialzato, integrato da ponteggi mobili, consente di trattare anche altri elementi decorativi, in particolare le statue annerite, originariamente dipinte con bronzine e dorate a foglia d'oro durante i restauri.

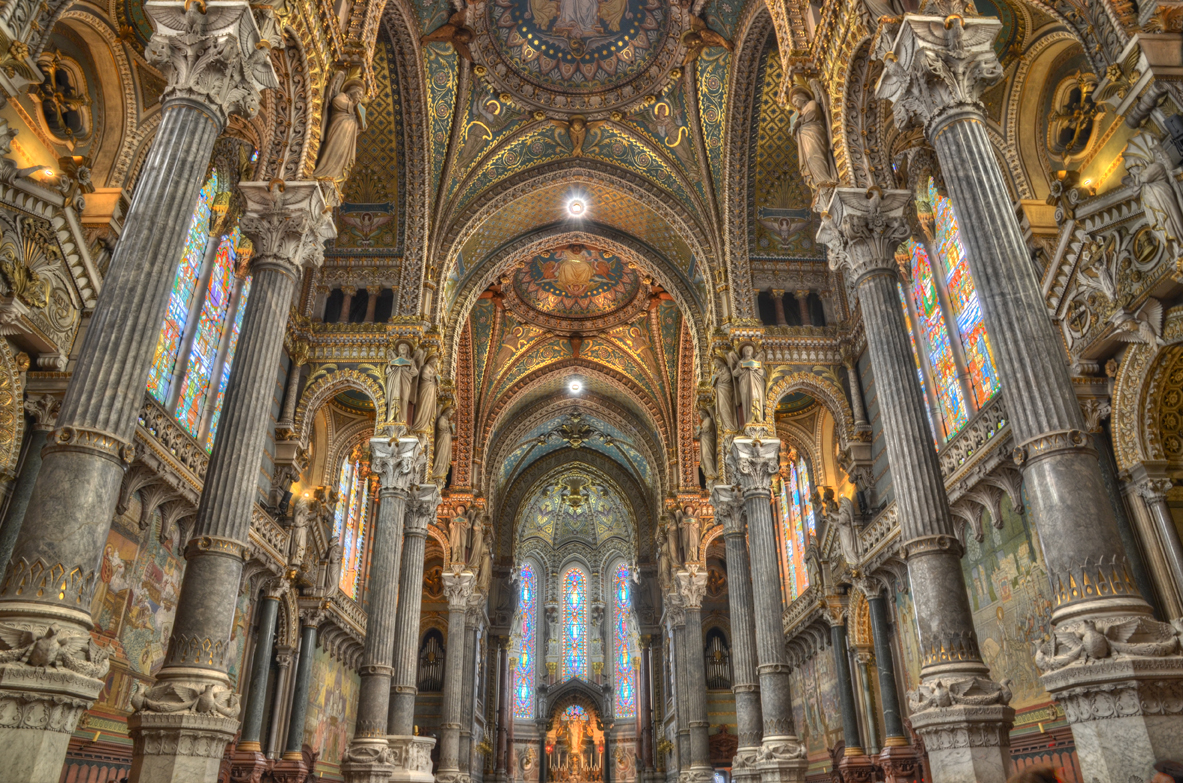
La navata della chiesa restaurata e illuminata da nuovi lampadari.

Per l'occasione, l'illuminazione dell'edificio è stata completamente ridisegnata. L'illuminazione non era mai stata progettata prima, poiché Pierre Bossan morì prima dell'applicazione industriale dell'elettricità. Nel 2013 è stato quindi effettuato un lungo studio che ha portato all'installazione di soli sei lampadari (due per campata). In questo modo è possibile riunire più sorgenti (ventinove sorgenti LED per ogni apparecchio) in un numero minimo di punti, ridurre al minimo la lunghezza dei cavi impiegati, non praticare ulteriori fori nelle volte e ottimizzare la manutenzione. Questi lampadari in ottone pesano 490 chilogrammi e richiedono duecentocinquanta ore di lavoro ciascuno; il loro sistema di sollevamento è motorizzato. È stata prestata particolare attenzione al loro aspetto, per renderli simili ai vecchi lampadari.
Si stima che tutti i lavori effettuati tra il 2006 e il 2013 siano costati 7,6 milioni di euro, di cui il 59% è stato finanziato dalle autorità locali (lo Stato, la Città di Lione, il Consiglio dipartimentale del Rodano e il DRAC del Rodano-Alpi) e il resto dalle donazioni dei fedeli. Di questa somma, 5,2 milioni di euro saranno destinati alla basilica e il resto ai suoi dintorni (cappella di San Tommaso, statua, dintorni).

### Tutela
La basilica fa parte dell'area della Vecchia Lione, che nel 1998 è stata inserita nella lista del Patrimonio mondiale dell'UNESCO.
Oltre a questo status, non specifico, la basilica è stata classificata come monumento storico il 25 marzo 2014. Questa classificazione riguarda l'intero edificio della basilica, nonché: la cappella Saint-Thomas e gli edifici intermedi; le facciate e i tetti dell'ex torre dell'osservatorio astronomico, la casa che ospita il museo, il suo cortile e l'ex cappella nella loro interezza; il piazzale e la spianata, con le loro recinzioni e tutti i loro elementi in muratura, le facciate e i tetti della casa dei cappellani (ad eccezione del ristorante); il giardino del Rosario nella sua interezza.

#### Statuto speciale
La Basilica di Fourvière gode di uno status speciale tra gli edifici religiosi francesi. Quando fu costruita, era unica nel suo genere perché non era di proprietà della chiesa, ma di tutti i suoi donatori, attraverso la Commissione di Fourvière. Simbolicamente, la basilica apparteneva a tutti i lionesi. L'enfasi sul ruolo dei laici nella Chiesa cattolica è stata proposta già a metà del XIX secolo, e un secolo prima del Concilio Vaticano II, che ha posto particolare enfasi su questo punto, in particolare attraverso la pubblicazione della costituzione apostolica Lumen Gentium. Il paradosso è che questa modernità teologica è stata proposta dai membri della Commissione Fourvière, che erano più in linea con il cattolicesimo intransigente.
All'inizio del XX secolo, poco prima della promulgazione della legge sulla separazione tra Chiesa e Stato, il sindaco di Lione, Victor Augagneur, molto anticlericale, voleva chiudere Fourvière, con l'appoggio del suo consiglio comunale, "questa cittadella della superstizione e dello sfruttamento religioso".
Nel 2011, la Fédération de la Libre-Pensée ha ritenuto ingiustificate le sovvenzioni concesse dalla città di Lione per finanziare la costruzione di un ascensore che facilitasse l'accesso all'edificio alle persone a mobilità ridotta. Ha stabilito che l'ascensore, pur non essendo "in quanto tale" utilizzato per scopi religiosi, era "collegato" all'edificio religioso. In una decisione del 19 luglio 2011, il Consiglio di Stato ha stabilito che questa sovvenzione non era un ostacolo al rispetto dei principi di uguaglianza e neutralità rispetto alle confessioni religiose. Il giudice amministrativo ha basato la sua decisione sull'interesse pubblico locale, sull'importanza dell'edificio per l'influenza culturale e lo sviluppo turistico ed economico della zona. Se da un lato la struttura va a beneficio dei fedeli che vengono a praticare il culto, dall'altro non è dedicata esclusivamente a questa popolazione e serve anche gli interessi del turismo.

## Descrizione

### Esterno

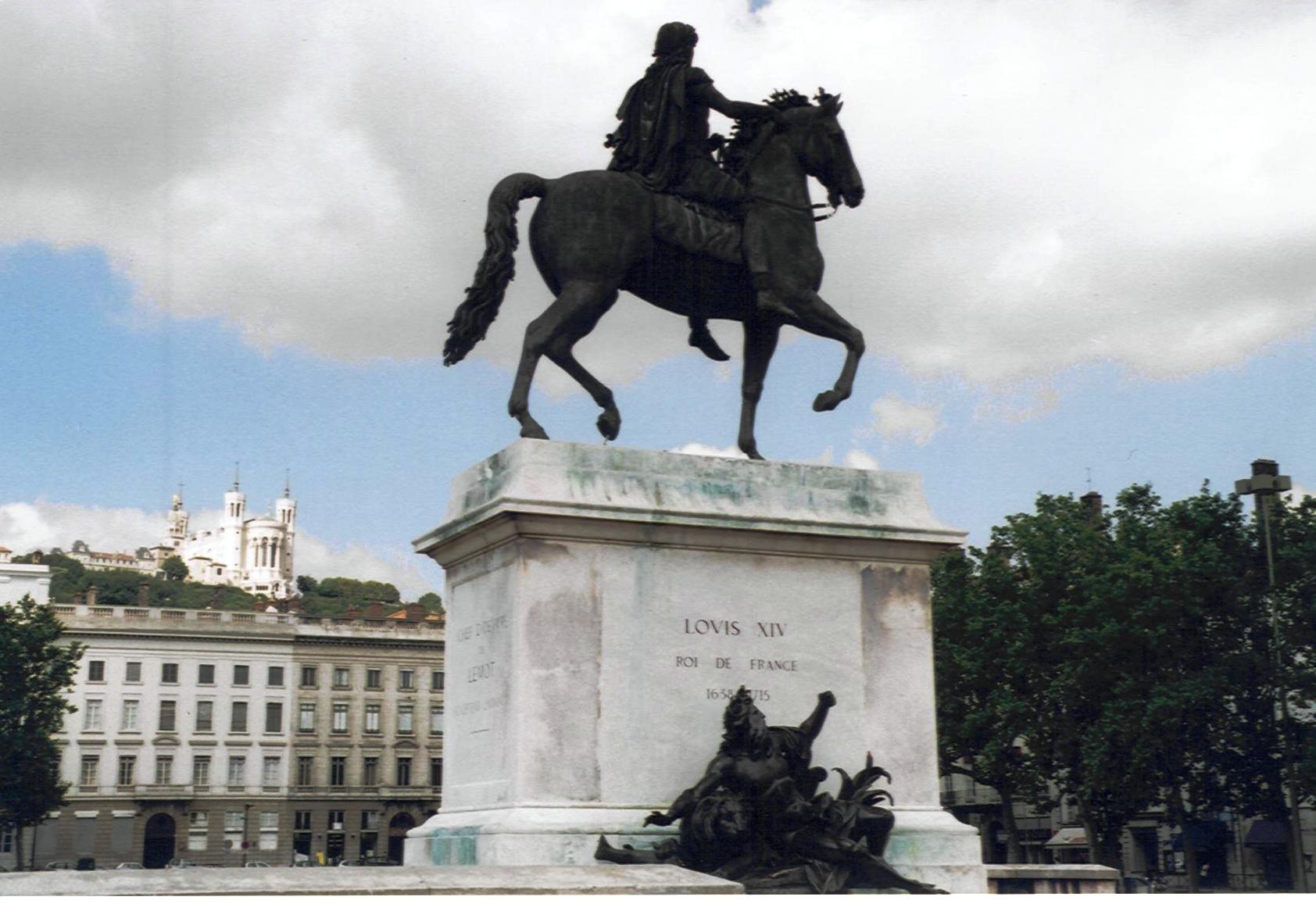
Statua di Luigi XIV di Francia su piazza Bellecour con vista sulla basilica

#### Torri
La caratteristica più visibile della basilica di Fourvière sono le quattro torri angolari: due sulla facciata e due all'inizio del coro. Queste torri sono alte quarantotto metri (quattro metri in più di quelle della chiesa primitiva) e sono leggermente svasate alla sommità. Questa ricerca architettonica di Pierre Bossan fu molto commentata dai suoi contemporanei. Gli ammiratori di questa architettura ne hanno cercato l'origine (si veda il paragrafo successivo), mentre i suoi critici, hanno deriso "l'elefante al contrario". Inoltre, la loro forma ottagonale le rende meno resistenti alle vibrazioni generate dal suono delle campane; infine, le sacrestie costruite ai piedi di queste torri sono notoriamente inadeguate alle enormi necessità di un simile centro di pellegrinaggio.
Le torri prendono il nome dalle quattro virtù cardinali: sulla facciata occidentale, la torre a nord-ovest rappresenta la Forza, quella a sud-ovest la Giustizia; sul lato orientale rivolto verso Lione, la torre a nord rappresenta la Prudenza e quella a sud la Temperanza.
L'ispirazione architettonica che Bossan potrebbe aver utilizzato per progettare queste torri è ancora oggi oggetto di dibattito. Paul Abadie, progettista della basilica del Sacro Cuore a Montmartre, ha affermato che "queste torri arabe sono fuori luogo". La critica architettonica ha tradizionalmente considerato le torri di Fourvière di ispirazione siciliana, ispirandosi all'architettura arabo-normanna che Bossan scoprì durante il suo soggiorno a Palermo e nel resto dell'isola tra il 1848 e il 1850. In particolare, Bossan si ispirò alla Cattedrale di Palermo, alla Cattedrale di Cefalù e, ancor più, alla Cappella Palatina del Palazzo dei Normanni. Questa affermazione, fatta già nel 1870, trova eco, ad esempio, negli scritti di André Hallays, che nel 1900 scriveva di Fourvière: "Questa è architettura palermitana".
Tuttavia, a partire dalla fine del XIX secolo, questo collegamento è stato messo in discussione. Lucien Bégule, ad esempio, che visitò due volte la Sicilia, vide solo una vaga somiglianza tra il portico dell'edificio di Lione e il portale laterale della cattedrale di Palermo. Per Philippe Dufieux, specialista dell'architettura di Bossan, il carattere "siciliano" della basilica di Fourvière è discutibile, o almeno non unico. Ma si stupisce che nessun critico abbia fatto il collegamento - a suo avviso molto più rilevante - tra l'opera di Bossan e la chiesa della Santissima Annunziata dei Catalani a Messina, in particolare per quanto riguarda l'abside. Comunque sia, secondo Dufieux, l'ispirazione architettonica originale era molto più orientalista che siciliana. La sua prova è l'uso sistematico dell'arco a sesto acuto. In particolare, egli cita come potenziale fonte di ispirazione la moschea Ketchaoua ad Algeri, che all'epoca era stata consacrata come edificio cattolico con il nome di "Cathédrale Saint-Philippe".
In due delle croci in cima alle torri della Basilica si trovano trasmettitori FM gestiti da TDF e Towercast.

#### Statua di San Michele

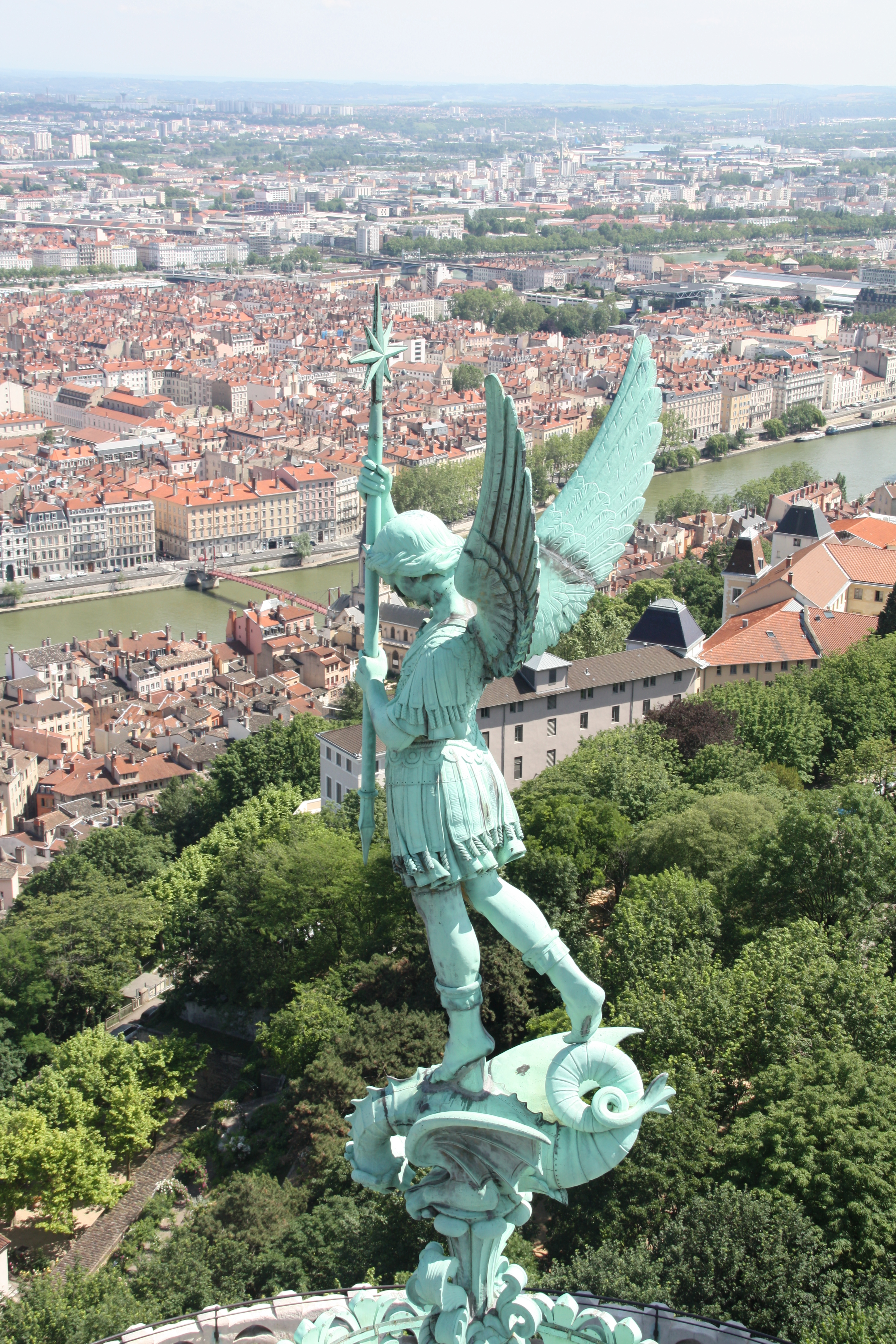
La statua di Michele Arcangelo vista dalla torre dell'osservatorio nel 2012.

L'abside è coronata da una statua dell'Arcangelo Michele scolpita da Paul-Émile Millefaut (1848-1907). Millefaut stimò il costo tra i dodici e i quattordicimila franchi, ma lavorò al modello in gesso senza alcun anticipo. Sembra che i vari modelli, realizzati in diverse scale, siano stati tutti realizzati a La Ciotat, il che dimostra che Bossan era profondamente coinvolto nell'aspetto della statua che avrebbe coronato la sua opera. La statua finale è stata realizzata dai laboratori Gayet-Gauthier, che hanno fuso anche la Statua della Libertà. Nell'iconografia di Bossan, Michel dominava gli altri arcangeli grazie al suo ruolo nella lotta tra il Bene e il Male. Inoltre, la figura dell'arcangelo aveva acquisito un significato politico nel corso del XIX secolo, soprattutto negli ambienti legittimisti, tanto che Henri d'Artois avrebbe voluto sostenere l'erezione di questa statua. Una replica esatta di questa statua si trova nel campanile della chiesa di Saint-Michel a Saint-Michel-Mont-Mercure. Realizzata originariamente per l'Esposizione Universale del 1889, fu riacquistata nel 1897 al costo di 4.400 franchi (contro i 34.000 dell'originale di Fourvière) e installata in cima alla chiesa vandeana.
La rappresentazione dell'arcangelo come "figura mariana" non è un'invenzione di Pierre Bossan, ma una rielaborazione delle visioni mistiche di María di Ágreda, una monaca spagnola del XVII secolo. La religiosa ebbe visioni che forgiarono in lei una "mariologia massima" che non fu ben accolta nel canone teologico cattolico, ma che Bossan approvò. In queste visioni, ad esempio, Maria è paragonata alla "Sapienza" divina descritta nel capitolo 8 del Libro dei Proverbi e nel capitolo 24 del Siracide. Bossan sostiene di non essersi ispirato a nessuno nella sua teologia iconografica, ma la presenza delle opere complete di María de Ágreda suggerisce il contrario. D'altra parte, è molto probabile che gli scritti della monaca spagnola non siano stati le uniche fonti di ispirazione per l'architetto, che sembra essersi affidato, tra gli altri, all'Abbé Martigny e al suo Dictionnaire des antiquités chrétiennes, a Nicolas Henri de Grimouard e al suo Manuel de l'art chrétien.
Nel 2013, le riparazioni effettuate sulla statua hanno rivelato che, in una data sconosciuta, è stata oggetto di un colpo di pistola che ha trapassato il braccio sinistro.

#### Facciata occidentale

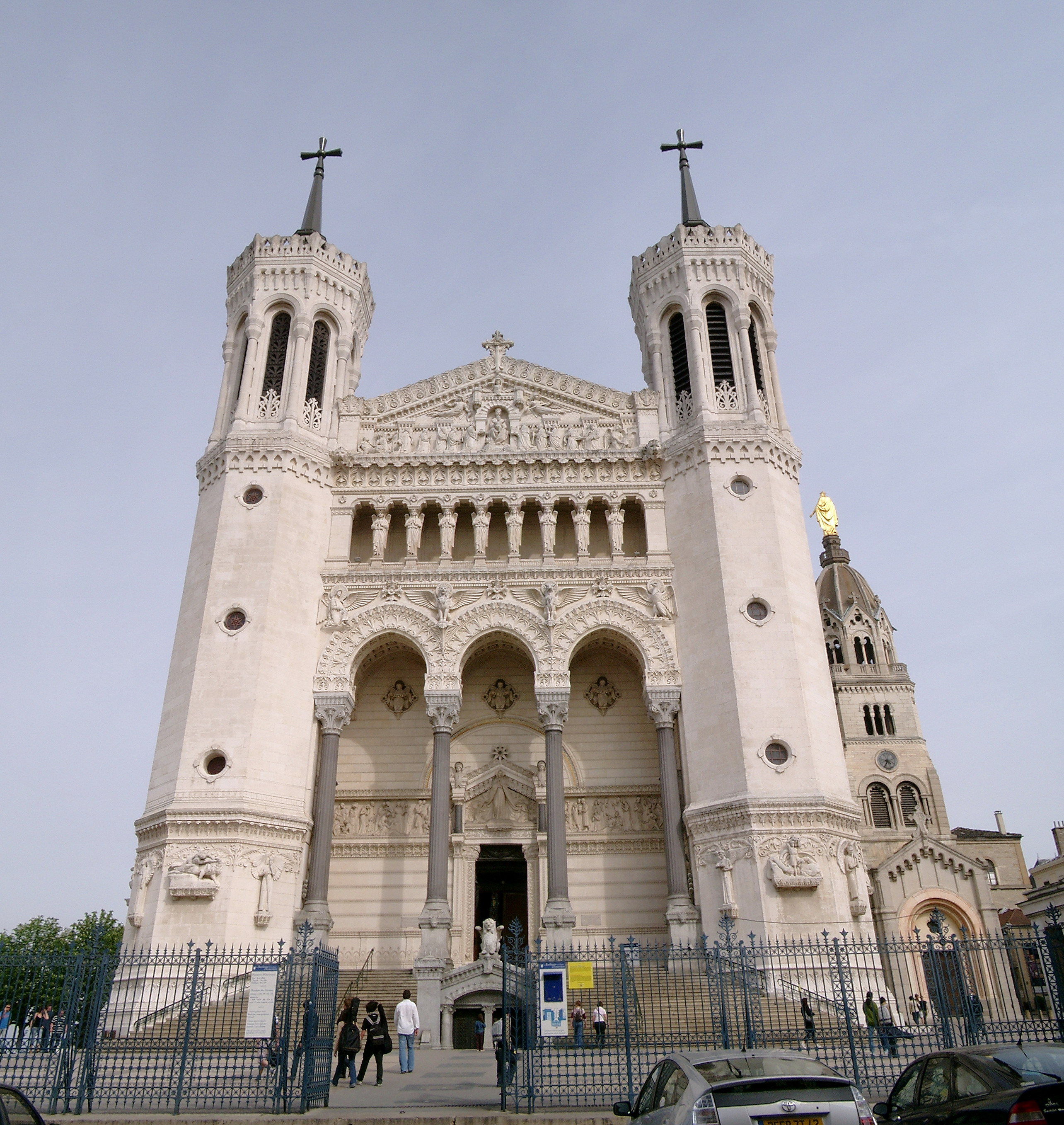
Veduta generale sulla facciata e sul campanile

La facciata occidentale è incorniciata dalle due torri della Forza (a nord, simboleggiata dalla rappresentazione della lotta di Giacobbe con l'angelo) e della Giustizia (a sud, dove quest'ultima è rappresentata dal Giudizio di Salomone). Gli ornamenti sul fregio e ai piedi delle torri contrastano nettamente con la nudità delle altre pareti. Secondo gli acquerelli di Frédéric Giniez, le torri dovevano essere decorate con bracciali orizzontali scalpellati a intervalli regolari. La chiesa superiore è preceduta da un portico profondo una decina di metri, sormontato dal fregio sotto il quale si sviluppa uno stretto corridoio.
I sostegni del frontone sono stati scolpiti in angeli cariatidi da Millefaut tra il 1892 e il 1894. Per evitare che le figure del frontone si distorcano a causa della prospettiva, il frontone è stato rialzato, rendendolo più pesante; il peso elevato della parte superiore ha richiesto prove di schiacciamento, che si sono rivelate utili. Di conseguenza, fu raccomandato un cambio di materiale e a Millefaut fu consigliato di rimuoverne il meno possibile. Il fregio stesso raffigura il Voto degli Assessori del 1643 e i notabili di Lione inginocchiati davanti alla Vergine e al Bambino al centro della composizione, sormontati da tre angeli.

### Interno della chiesa inferiore

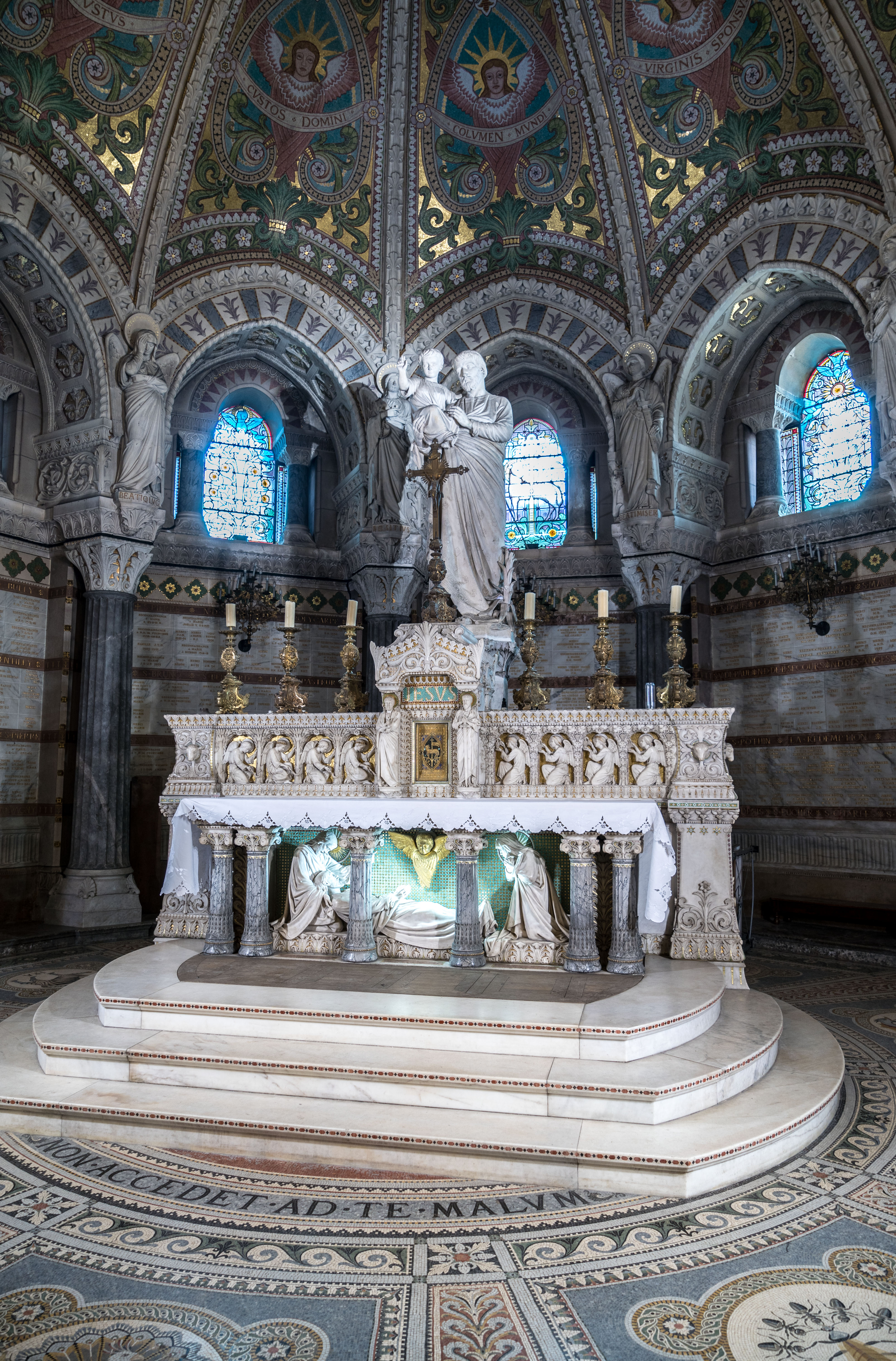
Abside della chiesa inferiore

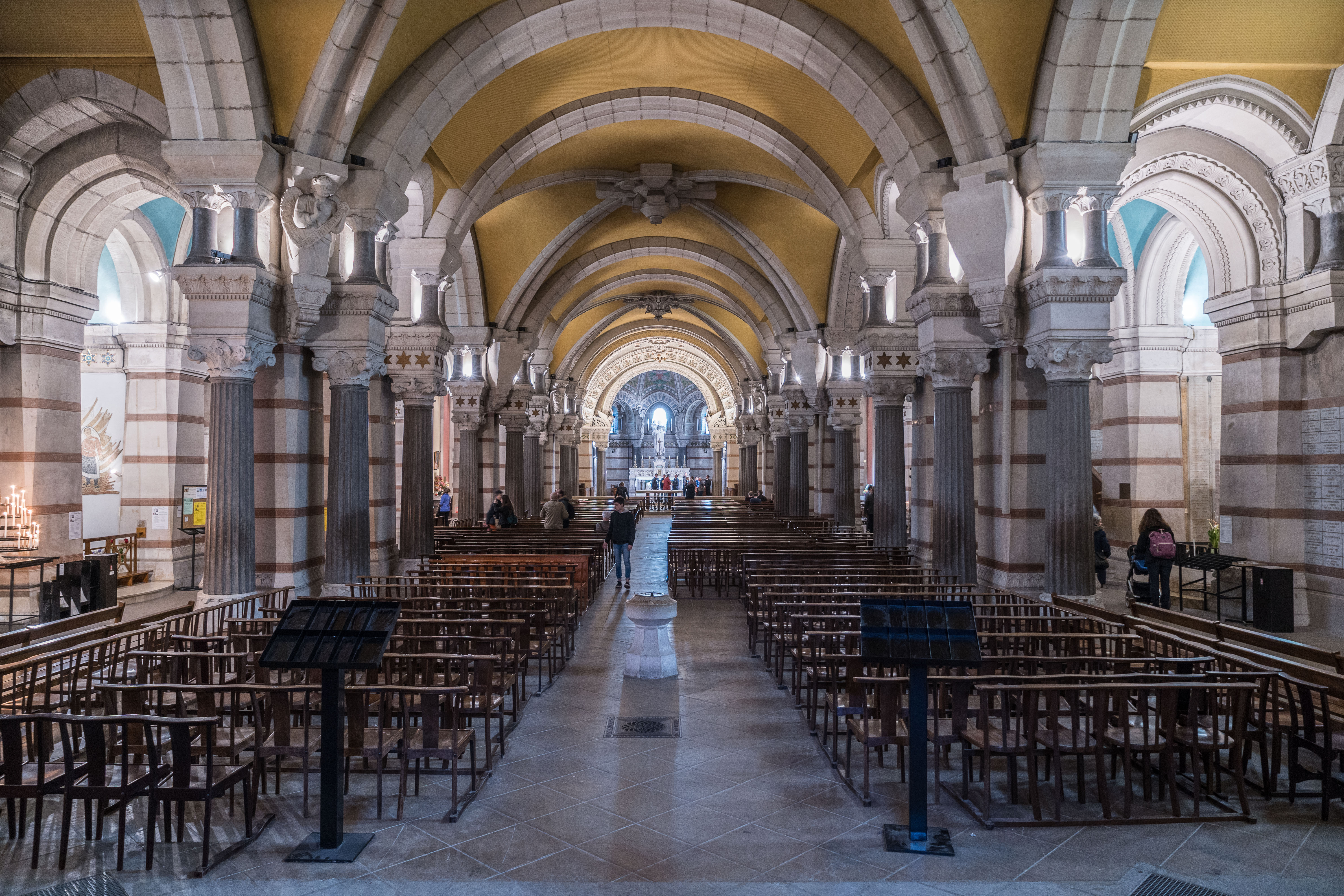
Vista generale della chiesa inferiore

La caratteristica principale della basilica è quella di essere composta da due chiese sovrapposte, di cui quella inferiore è impropriamente chiamata "cripta" (ma non lo è, essendo illuminata da vetrate). Le due chiese sono accessibili dal sagrato, una scendendo e l'altra salendo; sono inoltre collegate da una monumentale scala a doppia rampa, che si apre sul lato sud delle navate, occupando l'intera seconda campata superiore e inferiore. Il livello intermedio, corrispondente al pianerottolo della scala, è allo stesso livello del piazzale e dell'ex cappella.
Nella mente di Bossan, l'intero edificio di Fourvière era simbolico. Così, la chiesa inferiore, di cui molti amici non vedevano la necessità, era per l'architetto l'edificio dedicato a Giuseppe, il padre adottivo di Gesù Cristo. Egli vedeva questa dicotomia di edifici come un percorso necessario per i pellegrini, che passano da una relativa oscurità e da una chiesa piuttosto bassa alla luce e agli spazi aperti della chiesa alta. In questo percorso catechetico, Giuseppe rappresenta il volto nascosto della Sacra Famiglia, il sostegno fisico di sua moglie e di Gesù bambino, nonché la tradizione e l'Antico Testamento.
Nel percorso di visita, la Porta dei Leoni è l'ingresso naturale previsto da Pierre Bossan. I leoni che avrebbero dovuto sostenere le colonne, ispirate a quelle della Cattedrale di Notre-Dame a Embrun, non furono costruiti, ma il loro disegno si trova negli appunti dei due architetti. Per il vestibolo erano previsti altri progetti incompiuti: un portico circolare che ospitava una statua della Vergine Maria; doppie porte di Nazareth (per gli uomini) e di Betlemme (per le donne) che si aprivano sulla chiesa inferiore; la porta del Faraone che richiamava la storia di Giuseppe nella Genesi.
L'iconografia dell'intera chiesa inferiore esprime l'idea della partecipazione discreta di Giuseppe alla vita di Maria e di Gesù. Una grande statua di Giuseppe che porta il Bambino fu scolpita, nonostante l'opposizione di Joannès Blanchon. Gli altari progettati (ma non costruiti) dovevano ripercorrere la storia della Sacra Famiglia: matrimonio, adorazione dei pastori, purificazione della Vergine, fuga in Egitto, vita della famiglia a Nazareth, prime parole di Gesù nel Tempio. Le iscrizioni sulle volte della cupola riportano le qualifiche attribuite a Giuseppe dalla Chiesa: Filius David, vir justus, custos Domini, columen Mundi, Virginis sponsus, minister Salutis, certa spes vitae.

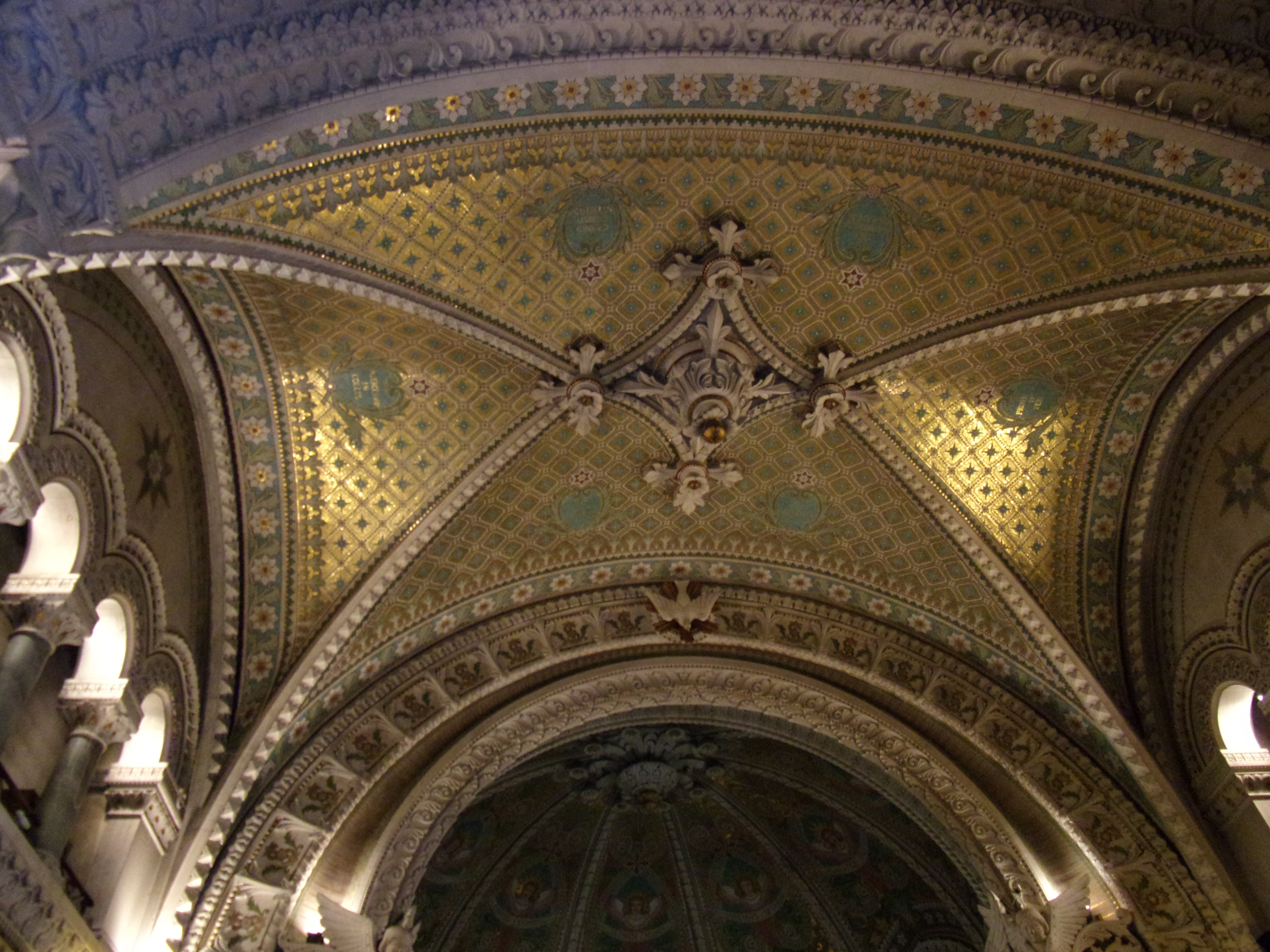
Particolare del soffitto dell'abside della chiesa inferiore.

Queste iscrizioni sovrastano le otto Beatitudini, rappresentate da otto angeli scolpiti a tutto tondo, suggerendo che Giuseppe esercitasse le virtù corrispondenti. Sotto l'altare dell'abside, Millefaut scolpì la morte di Giuseppe, in cui il marito di Maria è raffigurato come un giovane Pierre Bossan e il figlio adottivo Gesù piange, una rappresentazione molto rara. Ironia della sorte, fu proprio in questa stessa chiesa inferiore e di fronte a questa statua che si svolse il servizio funebre dell'architetto di Fourvière, su speciale autorizzazione dell'arcivescovo.
Nel complesso, la cripta è un monumento incompiuto. Nonostante la sua sapiente composizione, il gioco di colori tra la luce scarsamente diffusa delle vetrate, i mosaici dominati dal blu e dall'oro, l'epigrafia latina che rivela una buona conoscenza della Bibbia e la ricca statuaria a cui hanno lavorato contemporaneamente trentaquattro artisti, sia il vestibolo che l'abside sono incompiuti, soprattutto quest'ultimo, il cui involucro è stato perfettamente eseguito, ma quasi subito lasciato allo stato di quasi incompiuto, poiché i costruttori avevano fretta di passare alla chiesa principale.

### Interno della chiesa superiore

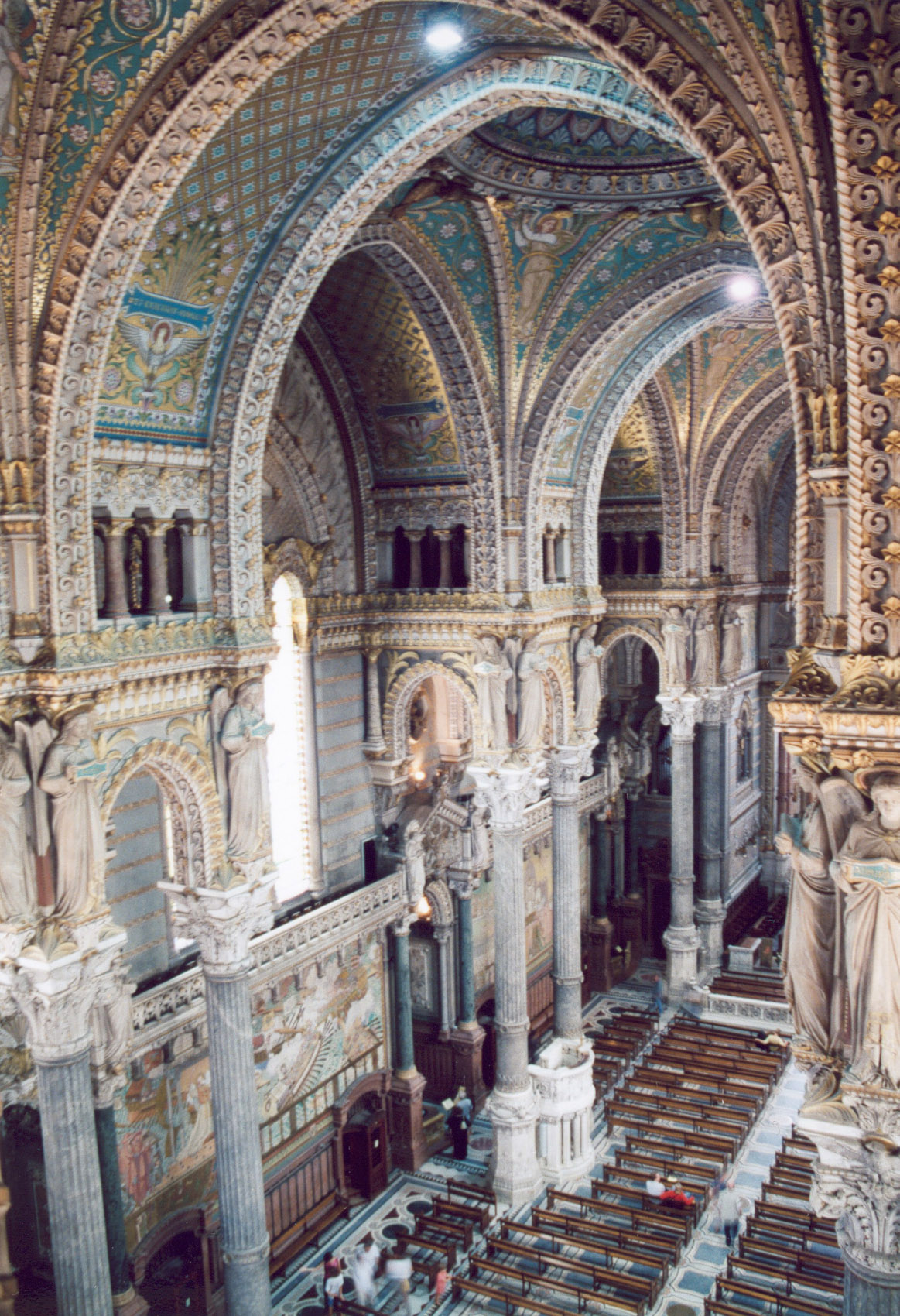
Interno: la navata centrale
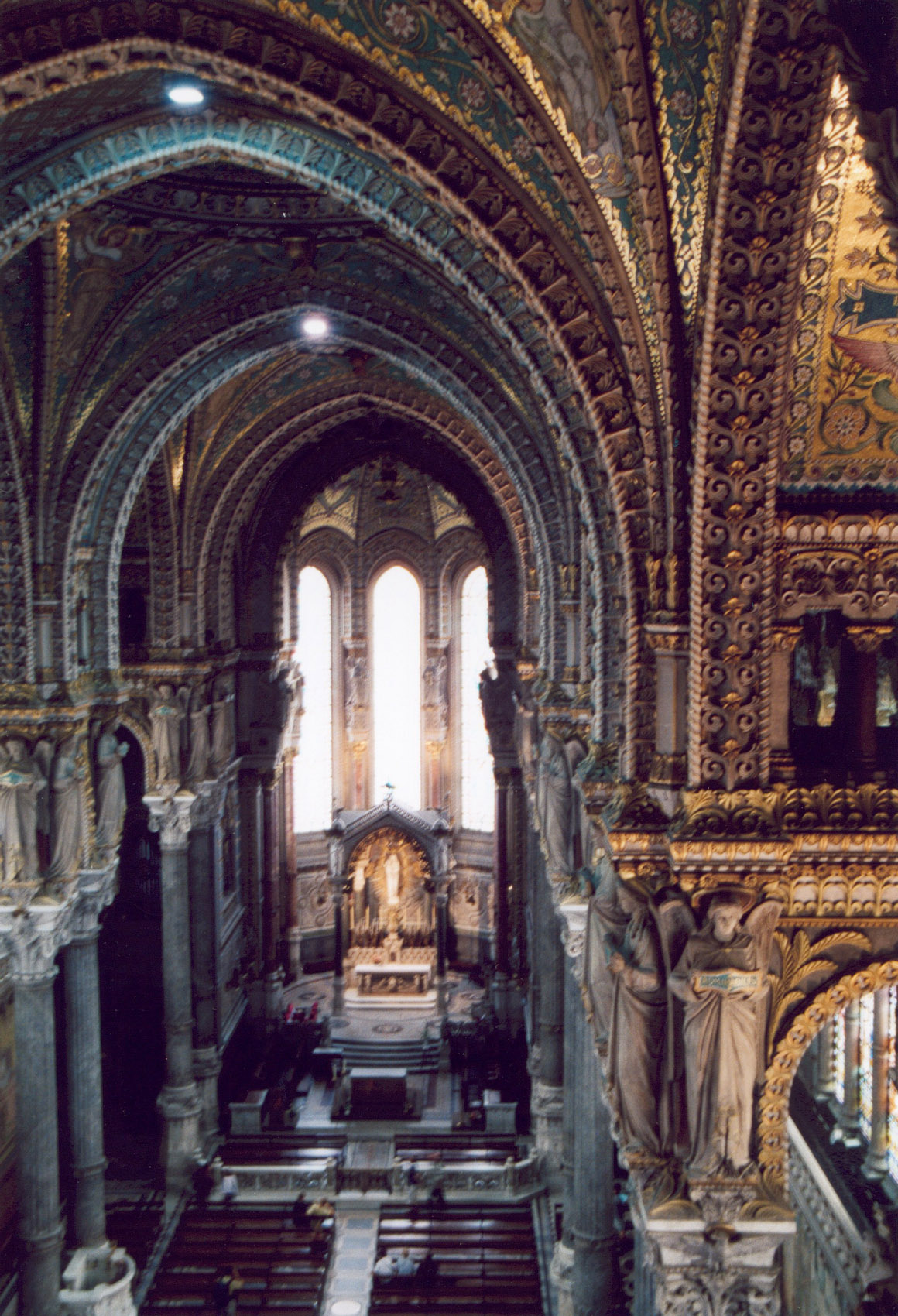
Interno: la navata centrale
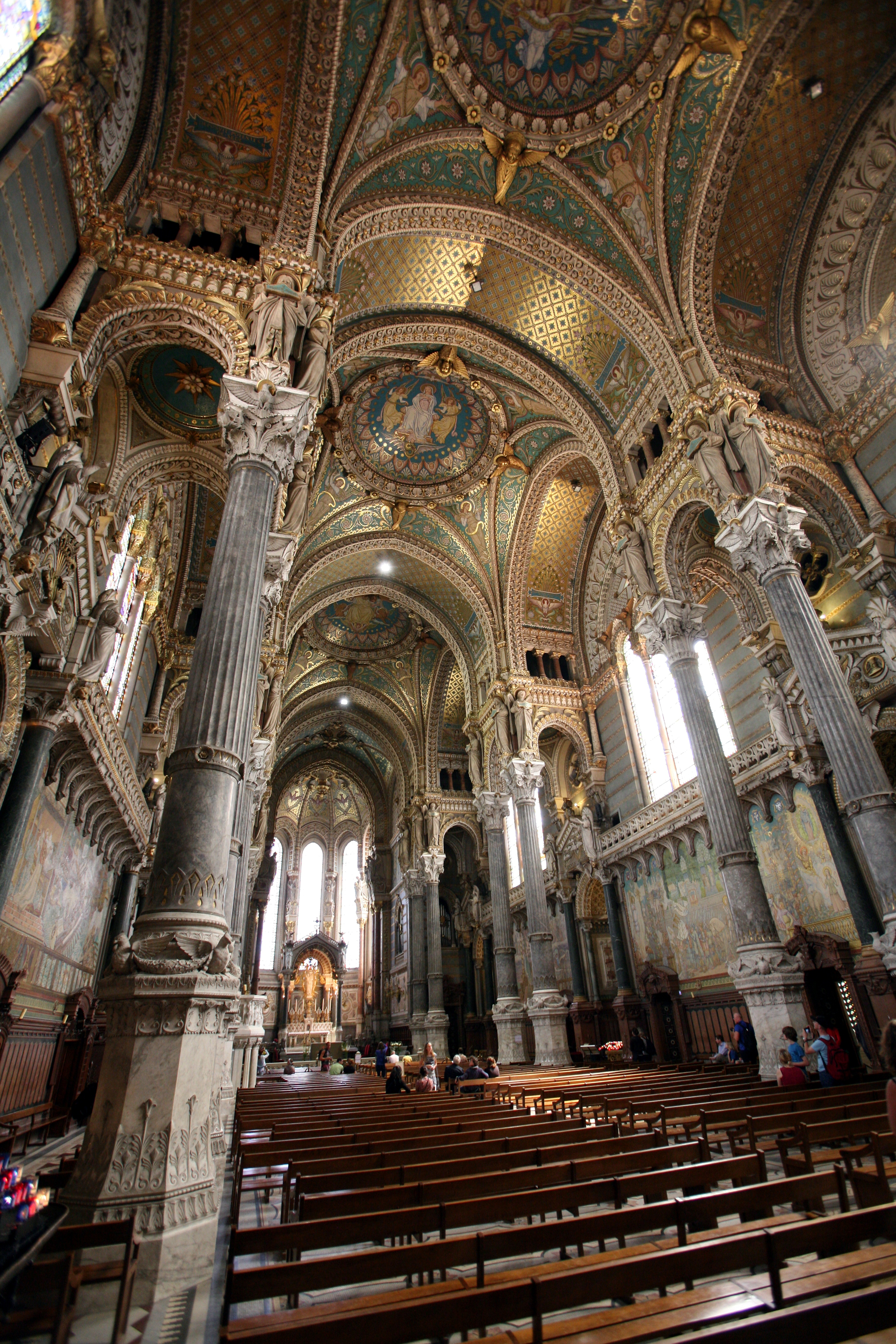
Interno

#### Mosaici

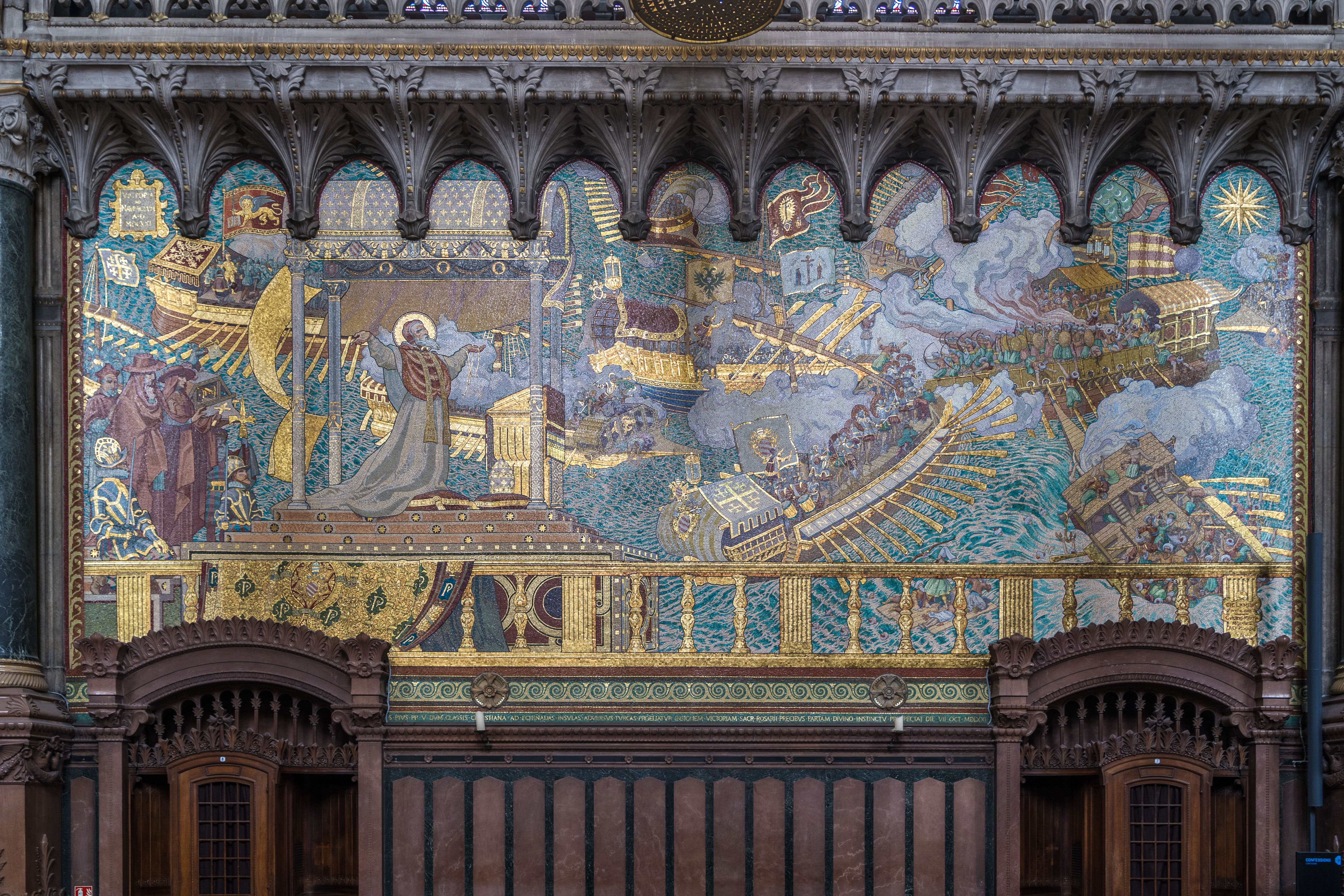
Mosaico: La battaglia di Lepanto

I mosaici risalgono alla fine del XIX e all'inizio del XX secolo. Raccontano la storia della Vergine Maria, a destra nella storia della Francia, a sinistra nella storia della Chiesa.

#### Eresie
L'elemento iconografico più controverso della basilica è il gruppo di mosaici noti come "eresie", che circondano l'altare principale della chiesa superiore. Sono undici, nove dei quali simboleggiano correnti storiche "eretiche": arianesimo, macedonianismo, nestorianesimo, monofisismo, iconoclastia, luteranesimo, manicheismo, giansenismo e naturalismo. Le ultime due, l'idra e il serpente, rappresentano tutte le eresie. La scelta operata, che riunisce varie correnti sorte nella Chiesa tra il 325 e il 1870, è parziale e deliberata. L'iconografia, invece, è tratta esclusivamente da un'opera ripubblicata nel 1855 dal monaco benedettino Jean-Baptiste-François Pitra, attribuita a Melitone di Sardi, ma più probabilmente di epoca medievale.
Nel 2005, in occasione dell'incontro interreligioso organizzato a Lione dalla Comunità di Sant'Egidio, le diverse chiese cristiane presenti a Fourvière hanno compiuto un gesto comune. In questa occasione, il cardinale Philippe Barbarin ha deplorato la classificazione della basilica, che ha impedito la rimozione di alcuni mosaici, ma ha chiesto pubblicamente perdono ai rappresentanti protestanti presenti per aver rappresentato Lutero tra le eresie; in cambio è stata inaugurata una targa marmorea con una dichiarazione redatta congiuntamente che esprime la volontà delle Chiese di "superare la loro storia dolorosa".

#### Grande organo
Il Grande Organo della Basilica è stato restaurato nel 1996 dalla fabbrica di organi Jean Renaud di Nantes. Lo strumento è stato sottoposto a un accurato restauro sotto la direzione del direttore del laboratorio e armonista Michel Jurine.

### Accesso
Il sito è servito dalla funicolare di Fourvière. Il tunnel, scavato nel 1900, corre ad angolo sotto la piazza antistante la basilica, evitando le fondamenta della torre sud-ovest a una distanza minima di circa tre metri. L'ingresso della stazione si trova proprio di fronte al portico principale.

## Influenza culturale

### Modello per altre chiese

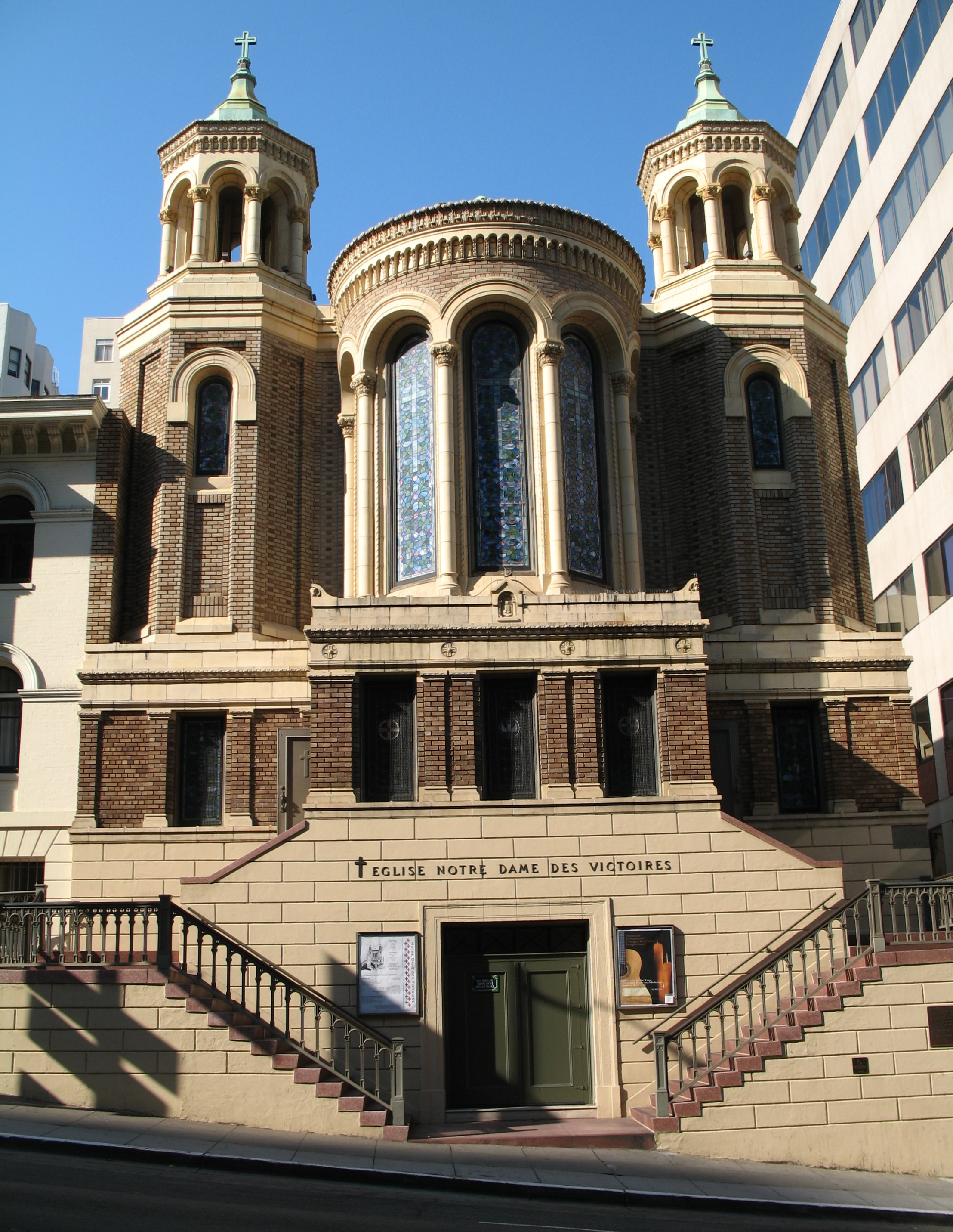
La chiesa Notre-Dame-des-Victoires a San Francisco.

Nella regione del Beaujolais, nel cuore del villaggio di Régnié-Durette e dei suoi vigneti, si trova il primo modello della basilica di Fourvière, costruita da Pierre Bossan nel 1867.
All'estero, la basilica è servita da modello per la chiesa di Notre-Dame des Victoires nel quartiere francese di San Francisco, ricostruita nel 1908 dopo il grande terremoto del 1906.

### Uno dei simboli di Lione
Nel grande affresco della stazione di Lione, dipinto nel 1900 da Jean-Baptiste Olive, la città di Lione non è rappresentata dalla sua cattedrale, ma dalla basilica di Fourvière e dalla penisola visibile sullo sfondo.
Per Joseph Folliet, nel 1954, "tutte le linee del paesaggio lionese [...] salgono naturalmente verso Fourvière, convergendo verso la basilica". Nel 2000, Raymond Barre affermava che "il mistero della bellezza di Fourvière risiede in questo dialogo commovente tra il passato dell'uomo [...] e il sacro". Per Gérard Collomb, Fourvière è un "tesoro dell'umanità", mentre per Michel Mercier è "la storia di secoli di incrollabile attaccamento popolare".
Jean-Michel Deleuil, in Lione di notte, luoghi, pratiche e immagini (pubblicato nel 1994), ritiene invece che la basilica sia "un edificio religioso che non ha nulla da mostrare, né il fascino dei secoli né alcun interesse architettonico. Tra i nottambuli, la basilica non è rappresentata come un elemento trascendente, nonostante la sua posizione elevata. Al contrario, sembra tenere d'occhio la città, costringendola a rispettare un ordine morale che è un guastafeste.

### Annotazioni
1. ↑  « Sulla piazza di Venere »
2. ↑  L'archeologo Louis Perret, l'abate Joseph Roux, il pittore Louis Janmot, Paul Brac de La Perrière.
3. ↑  Il cardinale de Bonald concentrò il suo ministero di arcivescovo di Lione nella costruzione di un gran numero di parrocchie per servire la popolazione urbana in rapida crescita, e quindi aveva pochi fondi a disposizione per finanziare altri progetti.
4. ↑  La Basilica di Fourvière è una di quelle chiese in cui la scelta iconografica è ritenuta essenziale dall'architetto - in questo caso, Louis Sainte-Marie Perrin - da supervisionare lo scultore durante l'intaglio.

### Riferimenti biblici
1. ↑  Proverbio 8, 22
2. ↑  24, 1
3. ↑  Matt. 1, 24
4. ↑  Lc. 2,16; Matt. 1, 24
5. ↑  Lc. 2, 22
6. ↑  Matt. 2, 14
7. ↑  Matt. 2, 23
8. ↑  Lc. 2, 46

### Fonti
1. ↑  (FR) Basilica Notre-Dame de Fourvière, su lyon-monuments.com. URL consultato il 1º luglio 2023 (archiviato dall'url originale il 31 marzo 2019).
2. ↑   Guillaume Lamy (photogr. Tim Douet), « La basilique de Fourvière renaît », Lyon Capitale, 6 mars 2013, su lyoncapitale.fr.
3. ↑   Durand, Berthod, Molard-Parizot & Reveyron 2014, Nicolas Reveyron, « La première église sur la colline » — Introduction, p. 35.
4. ↑   Bernard Gauthiez 1994, « La datation des édifices en jeu », p. 31.
5. ↑   Durand, Berthod, Molard-Parizot & Reveyron 2014, Bernard Hours, « Le vœu des échevins de 1643 » — Les origines immédiates, pp. 291-294.
6. ↑   « La Vierge disproportionnée des toits de Fourvière », Inside Lyon, 3 juin 2017.
7. ↑   Durand, Berthod, Molard-Parizot & Reveyron 2014, Jean-Dominique Durand, « Le 8 décembre, fête des Lumières » — Les origines mariales d'une fête urbaine, pp. 366-368.
8. ↑   Durand, Berthod, Molard-Parizot & Reveyron 2014, Véronique Molard-Parizot, « Les aménagements du site » — Les grands bouleversements du xixe siècle, p. 53.
9. ↑   Durand, Berthod, Molard-Parizot & Reveyron 2014, Élisabeth Hardouin-Fugier, « L'architecture, un chef-d'œuvre d'équilibre et de virtuosité » — pierre bossan, architecte inventeur — Une existence chaotique et douloureuse, p. 70.
10. ↑   Durand, Berthod, Molard-Parizot & Reveyron 2014, Élisabeth Hardouin-Fugier, « L'architecture, un chef-d'œuvre d'équilibre et de virtuosité » — pierre bossan, architecte inventeur — Vastes horizons spirituels et architecturaux, p. 74.
11. ↑   Durand, Berthod, Molard-Parizot & Reveyron 2014, Véronique Molard-Parizot, « Les aménagements du site » — Les grands bouleversements du xixe siècle, p. 53.
12. ↑   Durand, Berthod, Molard-Parizot & Reveyron 2014, Élisabeth Hardouin-Fugier, « L'architecture, un chef-d'œuvre d'équilibre et de virtuosité » — pierre bossan, architecte inventeur — Vastes horizons spirituels et architecturaux, p. 76.
13. ↑   Durand, Berthod, Molard-Parizot & Reveyron 2014, Élisabeth Hardouin-Fugier, « L'architecture, un chef-d'œuvre d'équilibre et de virtuosité » — le rêve et la pierre — Les grandes manœuvres préliminaires, p. 78.
14. ↑   Durand, Berthod, Molard-Parizot & Reveyron 2014, Élisabeth Hardouin-Fugier, « L'architecture, un chef-d'œuvre d'équilibre et de virtuosité » — pierre bossan, architecte inventeur — Vastes horizons spirituels et architecturaux, p. 76.
15. ↑   Durand, Berthod, Molard-Parizot & Reveyron 2014, Élisabeth Hardouin-Fugier, « L'architecture, un chef-d'œuvre d'équilibre et de virtuosité » — le rêve et la pierre — Les grandes manœuvres préliminaires, p. 82.
16. ↑   Durand, Berthod, Molard-Parizot & Reveyron 2014, Élisabeth Hardouin-Fugier, « L'architecture, un chef-d'œuvre d'équilibre et de virtuosité » — le rêve et la pierre — Les grandes manœuvres préliminaires, p. 82.
17. ↑   Durand, Berthod, Molard-Parizot & Reveyron 2014, Véronique Molard-Parizot, « Fourvière chez les historiens contemporains », p. 20.
18. ↑   Durand, Berthod, Molard-Parizot & Reveyron 2014, Élisabeth Hardouin-Fugier, « L'architecture, un chef-d'œuvre d'équilibre et de virtuosité » — le rêve et la pierre — Devis, fouilles et tracés, p. 82.
19. ↑   Durand, Berthod, Molard-Parizot & Reveyron 2014, Élisabeth Hardouin-Fugier, « L'architecture, un chef-d'œuvre d'équilibre et de virtuosité » — le rêve et la pierre — Devis, fouilles et tracés, p. 82.
20. ↑   Durand, Berthod, Molard-Parizot & Reveyron 2014, Régis Ladous, « Naissance d'une basilique » — genèse d'un projet « hyperbolique » — Désastre ou miracle ? Le vœu de 1870, p. 312.
21. ↑   Durand, Berthod, Molard-Parizot & Reveyron 2014, Élisabeth Hardouin-Fugier, « L'architecture, un chef-d'œuvre d'équilibre et de virtuosité » — le rêve et la pierre — Devis, fouilles et tracés, p. 82.
22. ↑   Durand, Berthod, Molard-Parizot & Reveyron 2014, Élisabeth Hardouin-Fugier, « L'architecture, un chef-d'œuvre d'équilibre et de virtuosité » — le rêve et la pierre — Devis, fouilles et tracés, p. 84.
23. ↑   Durand, Berthod, Molard-Parizot & Reveyron 2014, Dominique Tritenne, « Choisir la bonne pierre », p. 101.
24. ↑   Durand, Berthod, Molard-Parizot & Reveyron 2014, Dominique Tritenne, « Choisir la bonne pierre », p. 101.
25. ↑   Durand, Berthod, Molard-Parizot & Reveyron 2014, Dominique Tritenne, « Choisir la bonne pierre », p. 101.
26. ↑   Durand, Berthod, Molard-Parizot & Reveyron 2014, Élisabeth Hardouin-Fugier, « L'architecture, un chef-d'œuvre d'équilibre et de virtuosité » — nef et tours à l'assaut du ciel — Colonnes, voûtes et coupoles, pp. 86-87..
27. ↑   Durand, Berthod, Molard-Parizot & Reveyron 2014, Élisabeth Hardouin-Fugier, « L'architecture, un chef-d'œuvre d'équilibre et de virtuosité » — nef et tours à l'assaut du ciel — L’extraordinaire façade occidentale, p. 87.
28. ↑   Durand, Berthod, Molard-Parizot & Reveyron 2014, Élisabeth Hardouin-Fugier, « L'architecture, un chef-d'œuvre d'équilibre et de virtuosité » — le rêve et la pierre — L’édifice sort de terre, p. 84.
29. ↑   Durand, Berthod, Molard-Parizot & Reveyron 2014, Élisabeth Hardouin-Fugier, « L'architecture, un chef-d'œuvre d'équilibre et de virtuosité » — nef et tours à l'assaut du ciel — Tours, charpentes et toitures, p. 90.
30. ↑   Durand, Berthod, Molard-Parizot & Reveyron 2014, Philippe Allart, « Les travaux contemporains » — Toiture, charpente et combles, p. 114.
31. ↑   Durand, Berthod, Molard-Parizot & Reveyron 2014, Élisabeth Hardouin-Fugier, « L'architecture, un chef-d'œuvre d'équilibre et de virtuosité » — nef et tours à l'assaut du ciel — Tours, charpentes et toitures, p. 90.
32. ↑   Durand, Berthod, Molard-Parizot & Reveyron 2014, Élisabeth Hardouin-Fugier, « L'iconographie : un extraordinaire “poème marial” » — emblêmes, signes et signaux — Au poinçon du toit : la Vierge ou l'archange ?, pp. 178-181.
33. ↑   Durand, Berthod, Molard-Parizot & Reveyron 2014, Élisabeth Hardouin-Fugier, « L'iconographie : un extraordinaire “poème marial” » — emblêmes, signes et signaux — Au poinçon du toit : la Vierge ou l'archange ?, pp. 178-181.
34. ↑   Durand, Berthod, Molard-Parizot & Reveyron 2014, Élisabeth Hardouin-Fugier, « L'iconographie : un extraordinaire “poème marial” » — orthodoxie, mystique et politique, pp. 168-171.
35. ↑   Durand, Berthod, Molard-Parizot & Reveyron 2014, Régis Ladous, « Naissance d'une basilique » — genèse d'un projet « hyperbolique » — La Commission de Fourvière, p. 306.
36. ↑   Durand, Berthod, Molard-Parizot & Reveyron 2014, Bernard Berthod, « Fourvière, basilique romaine », p. 325.
37. ↑   Durand, Berthod, Molard-Parizot & Reveyron 2014, « Fourvière inachevée », p. 107.
38. ↑   Durand, Berthod, Molard-Parizot & Reveyron 2014, Élisabeth Hardouin-Fugier, « L'iconographie : un extraordinaire “poème marial” » — péchés et hérésies, la force de l'histoire — Mosaïques des Péchés., p. 181.
39. ↑   Séverine Penlou 2008, Première partie. La sculpture religieuse dans son époque – Attaches, visées, difficulté de cet art. — II. Les enjeux de la sculpture religieuse. — 4. Des enjeux inconciliables ? Quel avenir ?, p. 50.
40. ↑   Durand, Berthod, Molard-Parizot & Reveyron 2014, Philippe Allart, « Les travaux contemporains » — Introduction, p. 109.
41. ↑   Durand, Berthod, Molard-Parizot & Reveyron 2014, Philippe Allart, « Les travaux contemporains » — La tour-lanterne et ses chapelles, p. 112.
42. ↑   Durand, Berthod, Molard-Parizot & Reveyron 2014, Philippe Allart, « Les travaux contemporains » — La tour de l'Observatoire, pp. 113-114.
43. ↑   Durand, Berthod, Molard-Parizot & Reveyron 2014, Philippe Allart, « Les travaux contemporains » — Toiture, charpente et combles, p. 114.
44. ↑   Durand, Berthod, Molard-Parizot & Reveyron 2014, Philippe Allart, « Les travaux contemporains » — Toiture, charpente et combles, p. 116.
45. ↑   Durand, Berthod, Molard-Parizot & Reveyron 2014, Philippe Allart, « Les travaux contemporains » — Décors intérieurs et voûtes, p. 116.
46. ↑   Durand, Berthod, Molard-Parizot & Reveyron 2014, Véronique Molard-Parizot, « Paroles d'artisan » — Michel Patrizio, mosaïste, pp. 110-111.
47. ↑   Guillaume Lamy (photogr. Tim Douet), « La basilique de Fourvière renaît », Lyon Capitale, 6 mars 2013 (lire en ligne).
48. ↑   Durand, Berthod, Molard-Parizot & Reveyron 2014, Véronique Molard-Parizot, « Paroles d'artisan » — Michel Patrizio, mosaïste, pp. 110-111.
49. ↑   Durand, Berthod, Molard-Parizot & Reveyron 2014, Philippe Allart, « Les travaux contemporains » — Décors intérieurs et voûtes, p. 116.
50. ↑   Durand, Berthod, Molard-Parizot & Reveyron 2014, Charlotte Vergély, « Le chantier des nouveaux lustres », p. 118.
51. ↑   Sophie Granel, « À Lyon, la basilique de Fourvière entre dans la lumière », France Culture, Radio France, 8 mars 2013 (lire en ligne).
52. ↑   Guillaume Lamy (photogr. Tim Douet), « La basilique de Fourvière renaît », Lyon Capitale, 6 mars 2013 (lire en ligne).
53. ↑   Notice no PA00117783 [archive], base Mérimée, ministère français de la Culture, su pop.culture.gouv.fr.
54. ↑   JORF n°0146 du 26 juin 2015 page 10778 texte n° 45 [archive] Lista degli edifici protetti come monumenti storici nel 2014, su legifrance.gouv.fr.
55. ↑   Durand, Berthod, Molard-Parizot & Reveyron 2014, Jean-Dominique Durand, « Un mystérieux “trésor d'humanité” » : Lyon, Fourvière et Marie — Fourvière hier, aujourd'hui et demain, p. 15.
56. ↑   Durand, Berthod, Molard-Parizot & Reveyron 2014, Régis Ladous, « Naissance d'une basilique » — étapes et acteurs de l'opération — La Commission et la Congrégation, pp. 314-318.
57. ↑   Christian Chevandier, « Laïciser les hôpitaux », Hors collection, Presses Universitaires de France, 4 mai 2007, p. 373-389 (ISBN 9782130559009, résumé, lire en ligne).
58. ↑   Elsa Forey, « L'interdiction de financer les cultes dans la jurisprudence administrative », Société, droit et religion, C.N.R.S. Éditions, vol. 3, no 1, 13 juin 2013, p. 87-111 (ISBN 9782271076885, ISSN 2110-6657, résumé, lire en ligne).
59. ↑   Patrice Garant, « Le combat pour la laïcité ouverte », Éthique publique. Revue internationale d’éthique sociétale et gouvernementale, Éditions Nota bene, no vol. 13, n° 2, 31 décembre 2011 (ISBN 978-2-89518-402-7, ISSN 1488-0946, résumé, lire en ligne).
60. ↑   Elsa Forey, « L'interdiction de financer les cultes dans la jurisprudence administrative », Société, droit et religion, C.N.R.S. Éditions, vol. 3, no 1, 13 juin 2013, p. 87-111 (ISBN 9782271076885, ISSN 2110-6657, résumé, lire en ligne).
61. ↑   Durand, Berthod, Molard-Parizot & Reveyron 2014, Élisabeth Hardouin-Fugier, « L'architecture, un chef-d'œuvre d'équilibre et de virtuosité » — nef et tours à l'assaut du ciel — L’extraordinaire façade occidentale, p. 87.
62. ↑   Durand, Berthod, Molard-Parizot & Reveyron 2014, Élisabeth Hardouin-Fugier, « L'architecture, un chef-d'œuvre d'équilibre et de virtuosité » — nef et tours à l'assaut du ciel — Tours, charpentes et toitures, p. 90.
63. ↑   « La Basilique Notre-Dame de Fourvière à Lyon », sur visitelyon.fr, 20 juillet 2020 (consulté le 13 mars 2021)., su visitelyon.fr.
64. ↑   Durand, Berthod, Molard-Parizot & Reveyron 2014, Philippe Dufieux, « Fourvière et le mythe sicilien » — De Lyon à Palerme, p. 95.
65. ↑   Durand, Berthod, Molard-Parizot & Reveyron 2014, Philippe Dufieux, « Fourvière et le mythe sicilien » — Énigmatiques « minarets », p. 98.
66. ↑   Durand, Berthod, Molard-Parizot & Reveyron 2014, Philippe Dufieux, « Fourvière et le mythe sicilien » — Un Orient à la croisée des chemins, p. 99.
67. ↑   Séverine Penlou 2008, Deuxième partie : les « acteurs » de la sculpture religieuse — III. Panorama sur ces sculpteurs lyonnais. — 2. Travail d’atelier, p. 78.
68. ↑   Durand, Berthod, Molard-Parizot & Reveyron 2014, Élisabeth Hardouin-Fugier, « L'iconographie : un extraordinaire “poème marial” » — emblêmes, signes et signaux — Au poinçon du toit : la Vierge ou l'archange ?, pp. 178-181.
69. ↑   Séverine Penlou 2008, Quatrième partie : le choix des sujets traités, iconographie et dévotions — II. Iconographie et iconologie 3. Les dévotions « traditionnelles » — g. Les anges., pp. 286-287.
70. ↑   « L'archange rénové retrouvera sa place le 29 septembre », Ouest-France, septembre = jour = 29 2013, su ouest-france.fr.
71. ↑   Anne Lechvien, « Ils ont relevé Saint-Michel », Sud Ouest, 22 août 2013, su sudouest.fr.
72. ↑   Durand, Berthod, Molard-Parizot & Reveyron 2014, Élisabeth Hardouin-Fugier, « L'iconographie : un extraordinaire “poème marial” » — agreda, mystique de la brûlante espagne, pp. 171-174.
73. ↑   G. L., « On a tiré au fusil sur la basilique de Fourvière », Lyon Capitale, 6 mars 2013.
74. ↑   Durand, Berthod, Molard-Parizot & Reveyron 2014, Élisabeth Hardouin-Fugier, « L'architecture, un chef-d'œuvre d'équilibre et de virtuosité » — nef et tours à l'assaut du ciel — L’extraordinaire façade occidentale, p. 87.
75. ↑   Durand, Berthod, Molard-Parizot & Reveyron 2014, Élisabeth Hardouin-Fugier, « L'architecture, un chef-d'œuvre d'équilibre et de virtuosité » — le rêve et la pierre — L’édifice sort de terre, p. 84.
76. ↑   Durand, Berthod, Molard-Parizot & Reveyron 2014, Élisabeth Hardouin-Fugier, « L'iconographie : un extraordinaire “poème marial” » — l'épopée vétérotestamentaire — Saint Joseph, base de l'édifice marial, pp. 166-168.
77. ↑   Durand, Berthod, Molard-Parizot & Reveyron 2014, Élisabeth Hardouin-Fugier, « L'iconographie : un extraordinaire “poème marial” » — l'épopée vétérotestamentaire — Saint Joseph, base de l'édifice marial, pp. 166-168.
78. ↑   Durand, Berthod, Molard-Parizot & Reveyron 2014, Élisabeth Hardouin-Fugier, « L'iconographie : un extraordinaire “poème marial” » — l'épopée vétérotestamentaire — Saint Joseph, base de l'édifice marial, pp. 166-168.
79. ↑   Durand, Berthod, Molard-Parizot & Reveyron 2014, Élisabeth Hardouin-Fugier, « L'iconographie : un extraordinaire “poème marial” » — l'épopée vétérotestamentaire — Saint Joseph, base de l'édifice marial, pp. 166-168..
80. ↑   Durand, Berthod, Molard-Parizot & Reveyron 2014, Élisabeth Hardouin-Fugier, « L'iconographie : un extraordinaire “poème marial” » — l'épopée vétérotestamentaire — Saint Joseph, base de l'édifice marial, pp. 166-168..
81. ↑   Durand, Berthod, Molard-Parizot & Reveyron 2014, Élisabeth Hardouin-Fugier, « Les hérésies et les péchés sur les mosaïques du sol » — les hérésies vaincues du chœur, p. 195.
82. ↑   Durand, Berthod, Molard-Parizot & Reveyron 2014, Élisabeth Hardouin-Fugier, « L'iconographie : un extraordinaire “poème marial” » — péchés et hérésies, la force de l'histoire — La « clef du symbolisme » de saint Meliton., p. 182.
83. ↑   Nicolas Senèze et Guillaume Barou, « La colline de Fourvière, colline de paix », La Croix, Groupe Bayard, 13 septembre 2005, su la-croix.com.
84. ↑   Durand, Berthod, Molard-Parizot & Reveyron 2014, Louis Sainte-Marie Perrin, plan de 1910, p. 85..
85. ↑   Durand, Berthod, Molard-Parizot & Reveyron 2014, Jean-Dominique Durand, « Un mystérieux “trésor d'humanité” » : Lyon, Fourvière et Marie — Fourvière hier, aujourd'hui et demain, p. 15..
86. ↑   Durand, Berthod, Molard-Parizot & Reveyron 2014, Jean-Dominique Durand, « Un mystérieux “trésor d'humanité” » : Lyon, Fourvière et Marie, p. 13..
87. ↑   Sophie Mosser, « Les configurations lumineuses de la ville la nuit : quelle construction sociale ? », Espaces et sociétés, ERES, vol. 122, no 4, 1 dicembre 2005, pp. 167-186..

### Altre opere utilizzate
- (FR) Bernard Gauthiez, La topographie de Lyon au Moyen Âge, in Archéologie du Midi médiéval, vol. 12, 1994,  pp. 3-38.;
- (FR) Séverine Penlou, catalogue des sculpteurs (Thèse de doctorat), in Rôles et fonctions de la sculpture religieuse à Lyon de 1850 à 1914, Lyon, Université Lumière-Lyon-II, giugno 2008,  p. 2921, Séverine Penlou 2008.;

- (FR) Nicolas Reveyron, Jean-Dominique Durand, Didier Repellin e Michel Cacaud, Lyon, la grâce d'une cathédrale, Strasbourg, La Nuée bleue, septembre 2011, ISBN 978-2-7165-0789-9, Reveyron, Durand & Repellin 2011..